# Пушкин, Александр Сергеевич
Алекса́ндр Серге́евич Пу́шкин (26 мая [6 июня] 1799, Москва — 29 января [10 февраля] 1837, Санкт-Петербург) — русский поэт, драматург и прозаик, заложивший основы русского реалистического направления, литературный критик и теоретик литературы, историк, публицист, журналист, редактор и издатель.
Один из самых авторитетных литературных деятелей первой трети XIX века. Ещё при жизни Пушкина сложилась его репутация величайшего национального русского поэта. Пушкин рассматривается как основоположник современного русского литературного языка.

## Биография

### Происхождение

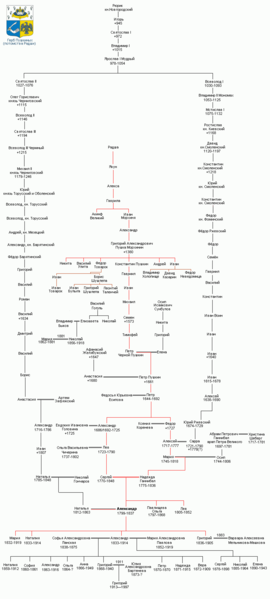
Генеалогическое древо Пушкина

Происхождение Александра Сергеевича Пушкина идёт от разветвлённого нетитулованного дворянского рода Пушкиных, восходившего по генеалогической легенде к «мужу честну» Ратше. Пушкин неоднократно писал о своей родословной в стихах и прозе; он видел в своих предках образец истинной «аристократии», древнего рода, честно служившего отечеству, но не снискавшего благосклонности правителей и «гонимого». Не раз он обращался (в том числе в художественной форме) и к образу своего прадеда по матери — африканца Абрама Петровича Ганнибала, ставшего слугой и воспитанником Петра I, а потом военным инженером и генералом.
В XVII веке предки Пушкина по отцу не поднимались выше придворного чина стольника.
- Прадед, живший в эпоху Петра I, Александр Петрович Пушкин, был сержантом гвардии и в 1725 году в припадке безумия убил свою жену.
- Дед, Лев Александрович, был полковником артиллерии, капитаном гвардии.
- Отец — Сергей Львович Пушкин (1770—1848), светский острослов и поэт-любитель.
- Мать Пушкина — Надежда Осиповна (1775—1836), внучка Ганнибала.
- Дядя по отцу, Василий Львович (1766—1830), был известным поэтом круга Карамзина.
- Из детей Сергея Львовича и Надежды Осиповны, кроме Александра, выжили дочь Ольга (в замужестве Павлищева, 1797—1868) и сын Лев (1805—1852)[10].

### Детство

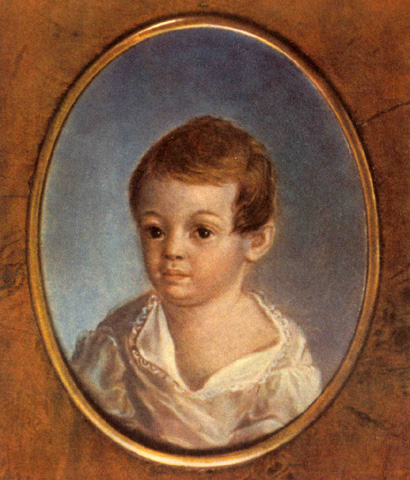
Портрет Александра Сергеевича Пушкина в детстве. (Неизвестный автор)

Пушкин родился 26 мая (6 июня) 1799 г. в Москве, в Немецкой слободе. В метрической книге церкви Богоявления в Елохове на дату 8 (19) июня 1799 года, в числе прочих, приходится такая запись:
Мая 27. Во дворе коллежского регистратора Ивана Васильева Скварцова у жильца его Моёра Сергия Львовича Пушкина родился сын Александр. Крещён июня 8 дня. Восприемник граф Артемий Иванович Воронцов, кума мать означенного Сергия Пушкина вдова Ольга Васильевна Пушкина:6
Летом родители увезли сына в Михайловское, а затем до весны 1801 года семья жила в Петербурге, у тёщи — Марии Алексеевны Ганнибал (1745—1818, урождённой Пушкиной, из другой ветви рода). В этот период вполне могла состояться часто упоминаемая встреча c Павлом I, о которой Пушкин пишет в строках «Видел я трёх царей…»

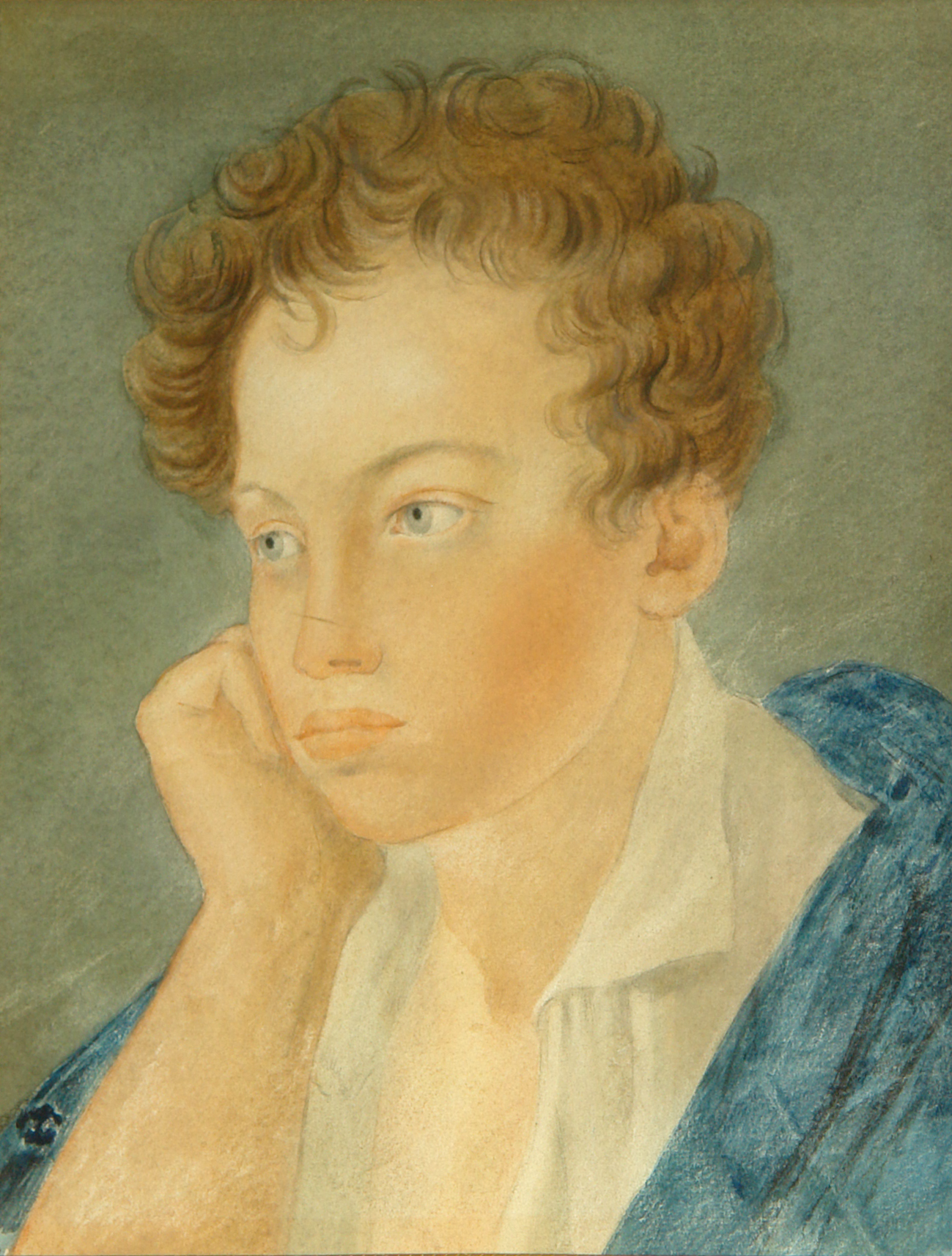
Портрет Пушкина кисти С. Г. Чирикова, 1810 г.

Летние месяцы 1805—1810 годов будущий поэт обычно проводил у своей бабушки по матери — той же Марии Алексеевны, в подмосковном селе Захарове, близ Звенигорода. Ранние детские впечатления отразились в первых опытах пушкинских поэм, написанных несколько позже («Монах», 1813; «Бова», 1814), в лицейских стихотворениях «Послание к Юдину» (1815), «Сон» (1816). Бабушка писала о своём внуке следующее:
Не знаю, что выйдет из моего старшего внука. Мальчик умён и охотник до книжек, а учится плохо, редко когда урок свой сдаст порядком; то его не расшевелишь, не прогонишь играть с детьми, то вдруг так развернётся и расходится, что ничем его не уймёшь: из одной крайности в другую бросается, нет у него середины:40

### Юность

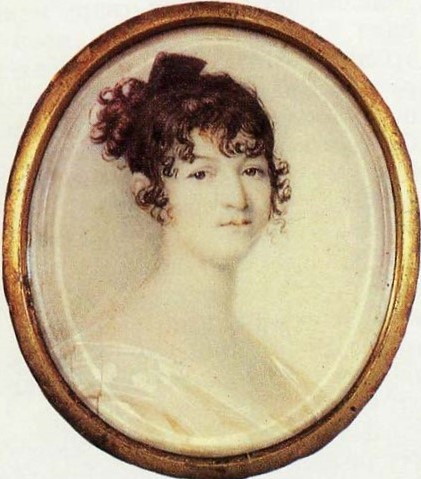
Надежда Осиповна Ганнибал

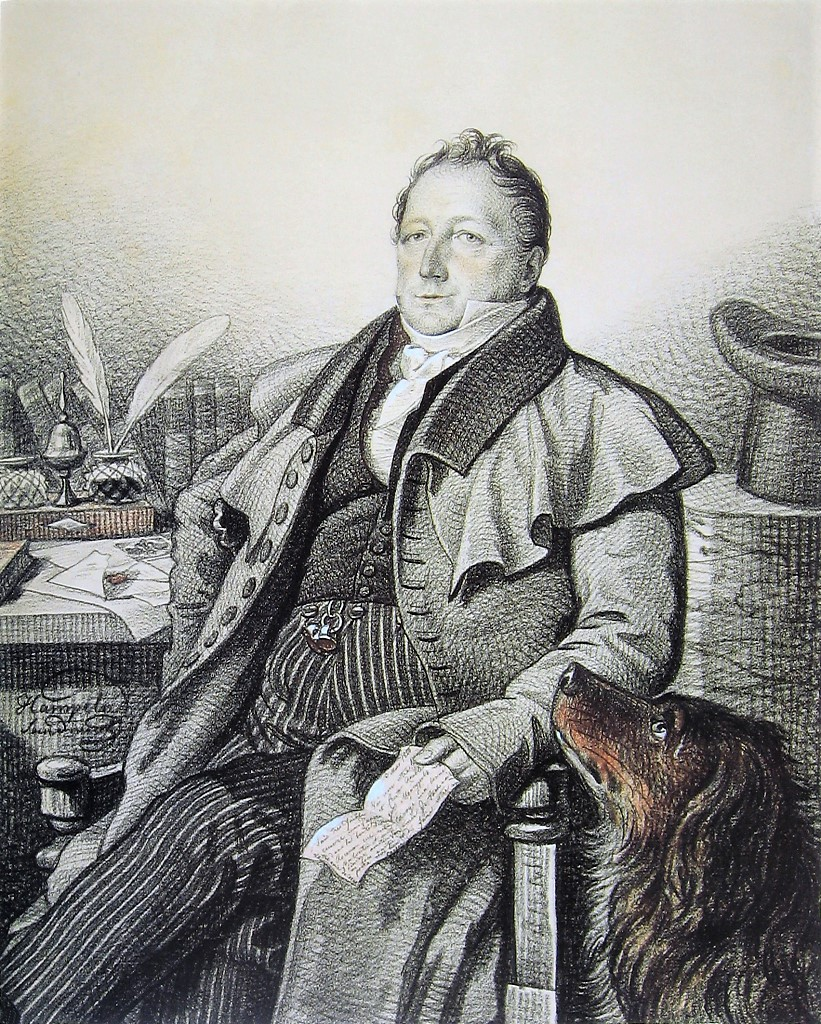
Отец поэта Сергей Львович Пушкин

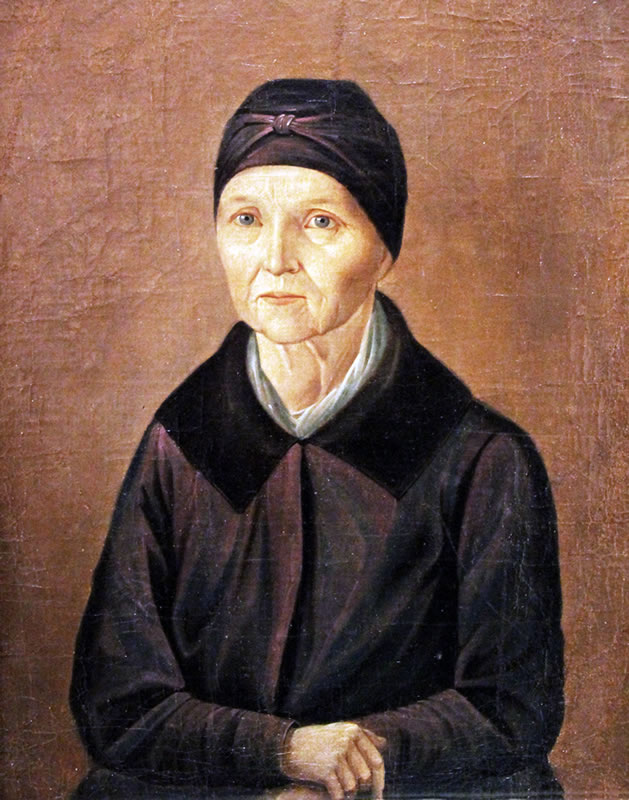
Няня Пушкина — Арина Родионовна

Шесть лет (1811—1817) Пушкин провёл в Императорском Царскосельском лицее, открытом 19 октября 1811 года. Здесь юный поэт пережил события Отечественной войны 1812 года. Здесь впервые открылся и был высоко оценён его поэтический дар. Воспоминания о годах, проведённых в Лицее, о лицейском братстве навсегда остались в душе поэта.
Среди лицейских преподавателей Пушкина был профессор нравственных и политических наук А. П. Куницын, учившийся в Геттингенском университете и бывший близким со многими будущими декабристами. Пушкин на всю жизнь сохранил признательность Куницыну. Он — единственный из лицейских учителей, к которому Пушкин неоднократно обращался в стихах.
В лицейский период Пушкин написал много стихотворных произведений. Его вдохновляли французские поэты XVII—XVIII веков, с творчеством которых он познакомился в детстве, читая книги из библиотеки отца. Любимые поэты и писатели молодого Пушкина перечислены в стихотворении «Городок» (1815 г.): Вольтер, Гомер, Вергилий, Т. Тассо, Лафонтен, Дмитриев, Крылов, Державин, Вержье, Грекур, Парни, Расин, Мольер, Фонвизин, Княжнин, Озеров, Руссо, Карамзин, Лагарп. В его ранней лирике соединились традиции французского и русского классицизма. Учителями Пушкина-поэта стали Батюшков, признанный мастер «лёгкой поэзии», и Жуковский, глава отечественного романтизма. Пушкинская лирика периода 1813—1815 годов пронизана мотивами быстротечности жизни, которая диктовала жажду наслаждения радостями бытия. С 1816 года, вслед за Жуковским, он обращается к элегиям, где развивает характерные для этого жанра мотивы: неразделённой любви, ухода молодости, угасания души. Лирика Пушкина ещё подражательна, полна литературных условностей и штампов, тем не менее уже тогда начинающий поэт выбирает свой, особый путь. Не замыкаясь на поэзии камерной, Пушкин обращался к темам более сложным, общественно значимым. «Воспоминания в Царском Селе» (1814), заслужившие одобрение Державина, — в начале 1815 года Пушкин читал стихотворение в его присутствии, — посвящено событиям Отечественной войны 1812 года. Стихотворение было опубликовано в 1815 году в журнале «Российский музеум» за полной подписью автора. А в пушкинском послании «Лицинию» критически изображена современная жизнь России, где в образе «любимца деспота» выведен Аракчеев. Уже в начале своего творческого пути Пушкин проявлял интерес к русским писателям-сатирикам прошлого века. Влияние Фонвизина чувствуется в сатирической поэме Пушкина «Тень Фонвизина» (1815); с творчеством Радищева связаны «Бова» (1814) и «Безверие» (1817).
В июле 1814 года Пушкин впервые выступил в печати в издававшемся в Москве журнале «Вестник Европы». В тринадцатом номере было напечатано стихотворение «К другу-стихотворцу», подписанное псевдонимом Александр Н.к.ш.п. и обращённое к Кюхельбекеру:60.
Ещё воспитанником Лицея, Пушкин вошёл в литературное общество «Арзамас», выступавшее против рутины и архаики в литературном деле, и принял действенное участие в полемике с объединением «Беседа любителей русского слова», отстаивавшим каноны классицизма прошлого века. Привлечённый творчеством наиболее ярких представителей нового литературного направления, Пушкин испытывал в то время сильное влияние поэзии Батюшкова, Жуковского, Давыдова. Последний поначалу импонировал Пушкину темой бравого вояки, а после тем, что сам поэт называл «кручением стиха» — резкими сменами настроения, экспрессией, неожиданным соединением образов. Позднее Пушкин говорил, что подражая в молодости Давыдову, «усвоил себе его манеру навсегда». Многие лицейские стихотворения Пушкина навеяны лирикой Дениса Давыдова: «Пирующие студенты», «Казак», «Наездники», «Усы», «Воспоминание».

### Молодость

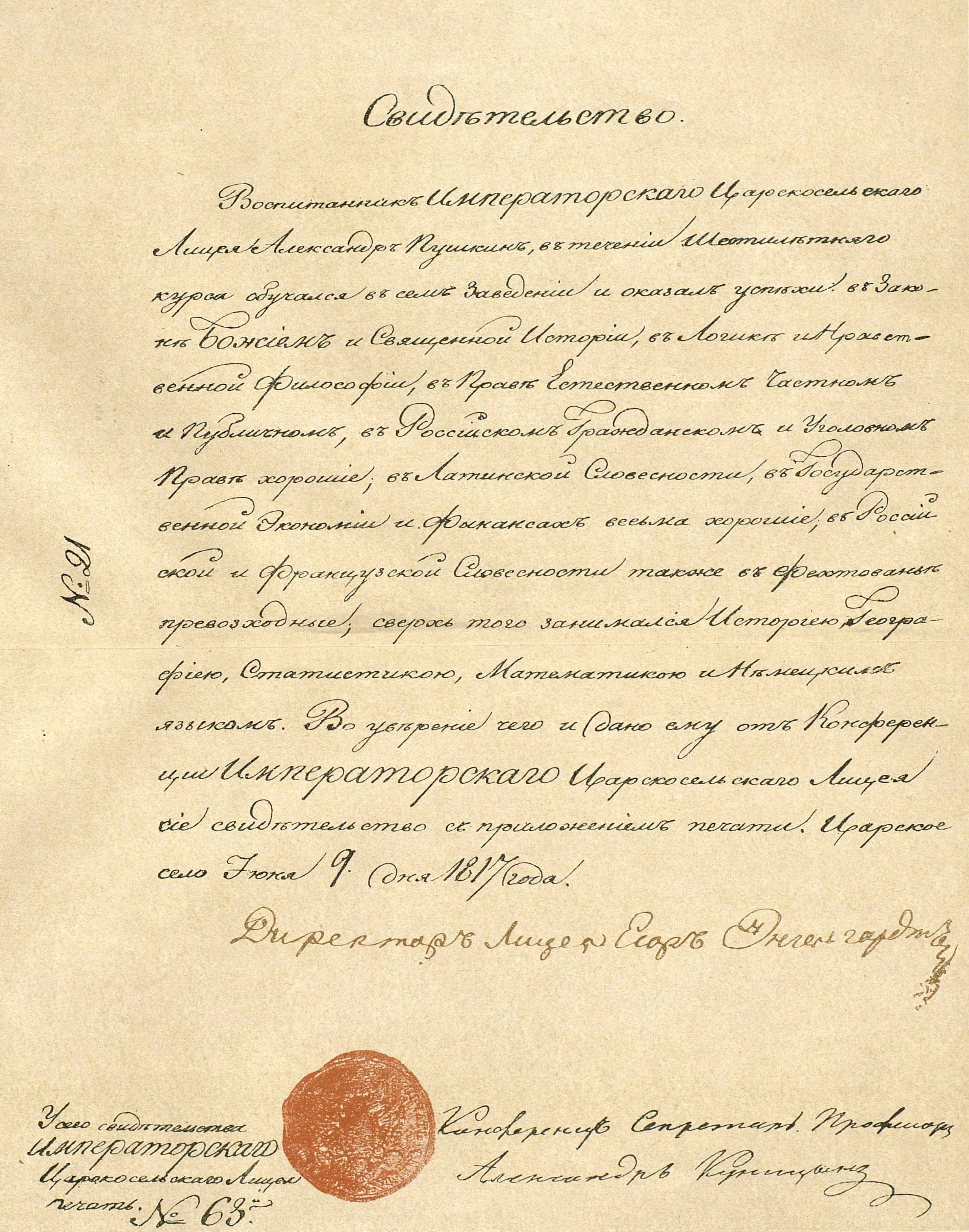
Свидетельство, выданное Пушкину по окончании лицея

Из лицея Пушкин был выпущен 9 июня 1817 года в чине коллежского секретаря (10-го класса, по Табели о рангах), 13 июня высочайшим указом был определён в Коллегию иностранных дел и 15 июня принёс присягу, подписав бланк клятвенного обещания императору.
В это время отец передал Александру своего дворового крепостного Никиту, знавшего Сашу с первых дней, ставшего ему настоящим другом и прошедшего с ним практически весь жизненный путь вплоть до последнего дня, кроме года Михайловской ссылки.

Пушкин становится постоянным посетителем театра, принимает участие в заседаниях «Арзамаса» (принят он был туда заочно, ещё учеником Лицея, и получил кличку «Сверчок»), в 1819 году вступает в литературно-театральное общество «Зелёная лампа», которым руководит «Союз благоденствия» (см. Декабристы). 

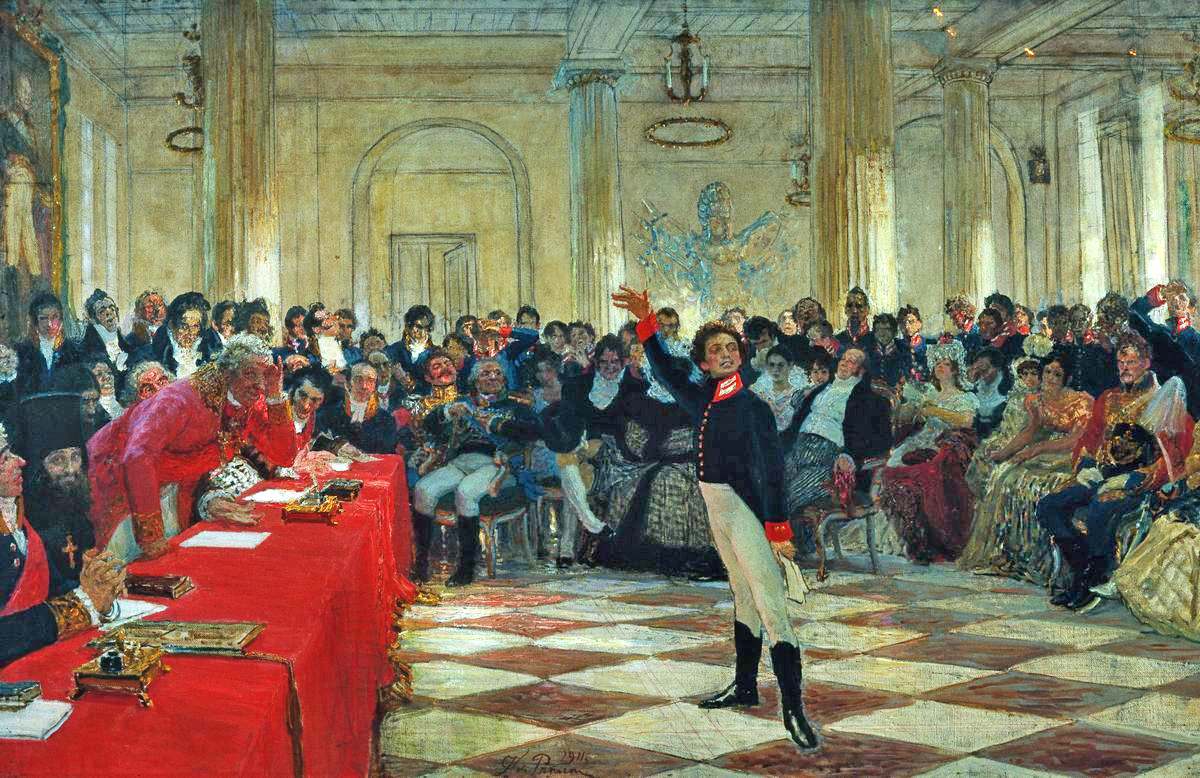
Пушкин на лицейском экзамене. Картина И. Репина (1911)

Не участвуя в деятельности первых тайных организаций, Пушкин тем не менее связан дружескими узами со многими активными членами декабристских обществ, пишет политические эпиграммы и стихи «К Чаадаеву» («Любви, надежды, тихой славы…», 1818), «Вольность» (1818), «Н. Я. Плюсковой» (1818), «Деревня» (1819), распространявшиеся в списках.
В эти годы Пушкин работает над поэмой «Руслан и Людмила», начатой в Лицее и отвечавшей программным установкам литературного общества «Арзамас» о необходимости создания национальной богатырской поэмы. Поэма опубликована в мае 1820 года (по спискам была известна ранее) и вызвала различные, не всегда благожелательные, отклики. Уже после высылки Пушкина вокруг поэмы разгорелись споры. Некоторые критики были возмущены снижением высокого канона. Смешение в «Руслане и Людмиле» русско-французских приёмов словесного выражения с просторечием и фольклорной стилистикой вызвало упрёки и со стороны защитников демократической народности в литературе. Такие нарекания содержало письмо Д. Зыкова, литературного последователя Катенина, опубликованное в «Сыне отечества».

### На юге (1820—1824)

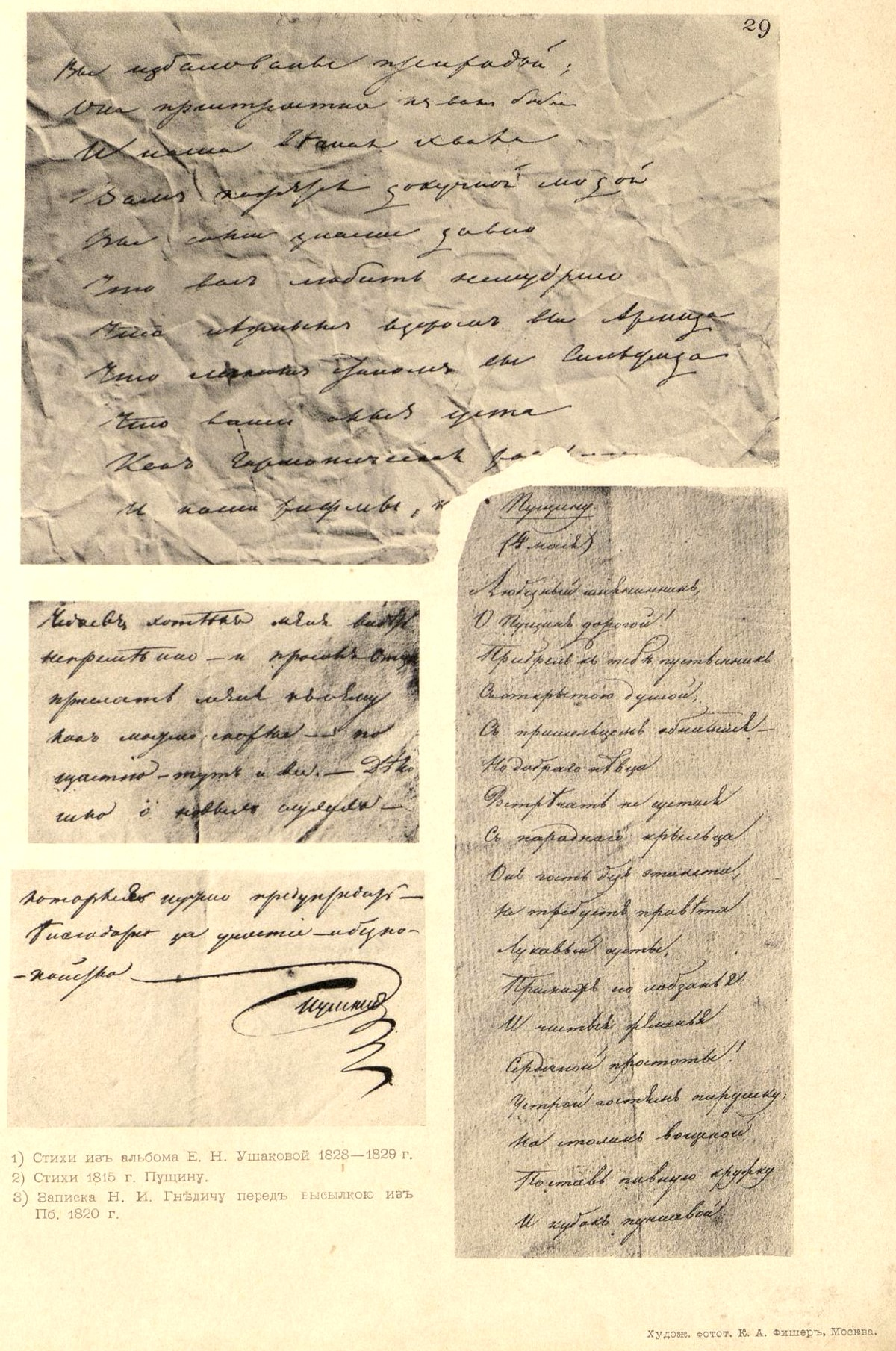
Пушкин. Оригиналы стихов и записок. 1815—1820-е гг.

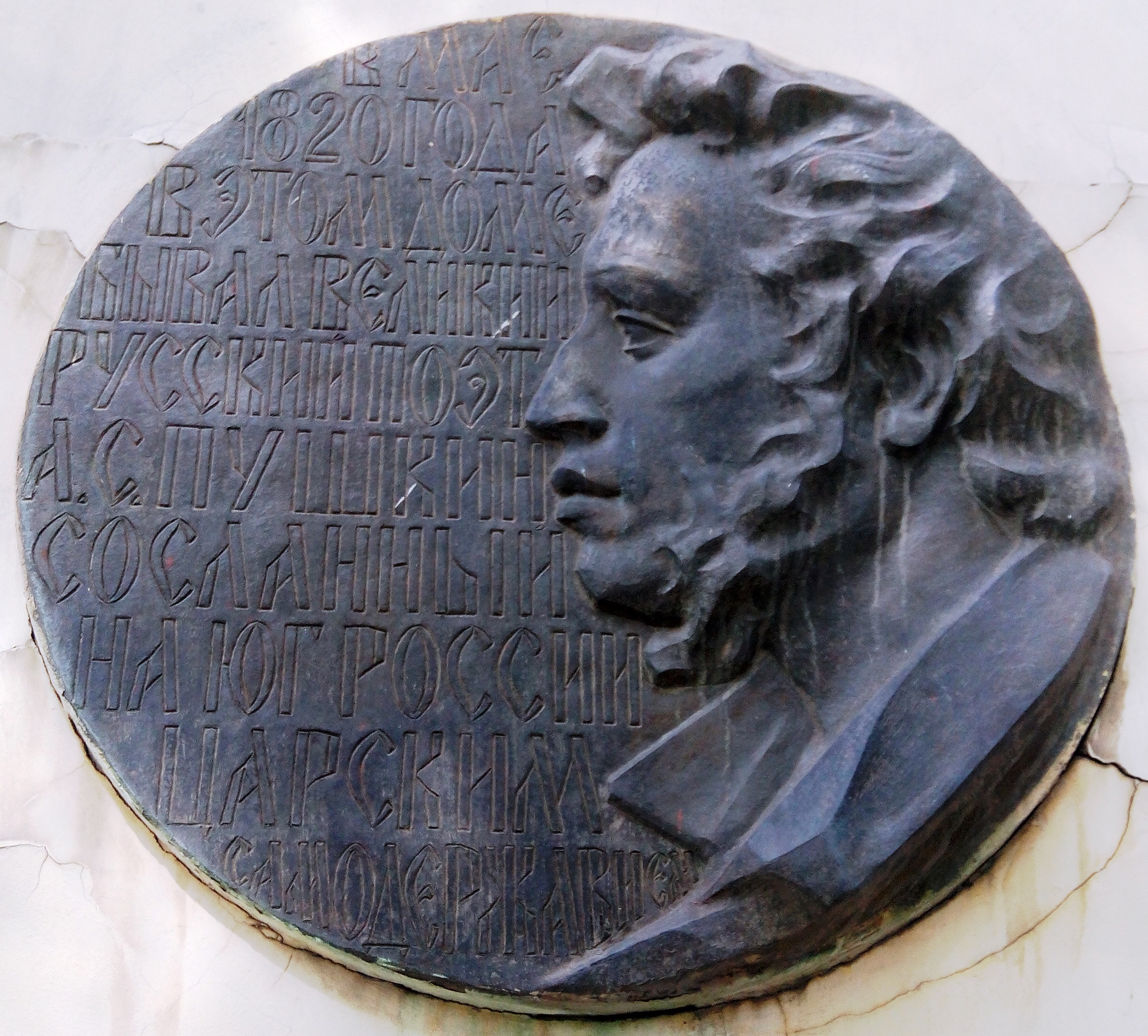
Мемориальная доска на доме, где в 1820 году останавливался А. С. Пушкин. г. Днепр

Весной 1820 года Пушкина вызвали к военному генерал‑губернатору Петербурга графу М. А. Милорадовичу для объяснения по поводу содержания его стихотворений (в том числе эпиграмм на Аракчеева, архимандрита Фотия и самого Александра I), несовместимых со статусом чиновника. Шла речь о высылке в Сибирь или заточении в Соловецкий монастырь. Лишь благодаря хлопотам друзей, прежде всего Карамзина, удалось добиться смягчения наказания. Пушкина перевели из столицы на юг, в кишинёвскую канцелярию наместника Бессарабской области И. Н. Инзова.
По пути к новому месту службы Пушкин заболел воспалением лёгких, искупавшись в Днепре. Для поправления здоровья Раевские вывозят в конце мая 1820 года больного поэта с собой на Кавказ и в Крым. По дороге семья Раевских и А. С. Пушкин останавливаются в Таганроге, в бывшем доме градоначальника П. А. Папкова (Греческая улица, 40). С 13/25 июня по 6/18 июля поэт впервые находился на Горячих Водах. Жил в усадьбе А. Ф. Реброва.

#### Пушкин в Крыму
16 августа 1820 года Пушкин прибыл в Феодосию. Он написал своему брату Льву: 
«Из Керчи приехали мы в Кафу, остановились у Броневского, человека почтенного по непорочной службе и по бедности. Теперь он под судом — и, подобно Старику Вергилия, разводит сад на берегу моря, недалеко от города. Виноград и миндаль составляют его доход. Он не умный человек, но имеет большие сведения об Крыме. Стороне важной и запущенной. Отсюда морем отправились мы мимо полуденных берегов Тавриды, в Юрзуф, где находилось семейство Раевского. Ночью на корабле написал я элегию, которую тебе присылаю».
 Через два дня Пушкин вместе с Раевскими отбыл морем в Гурзуф.
Пушкин провёл в Гурзуфе несколько недель лета и осени 1820 года. Вместе с Раевскими он остановился в доме герцога Ришельё; поэту в нём был предоставлен мезонин, выходивший на запад. В Гурзуфе Пушкин совершил много прогулок вдоль побережья и в горы, среди которых были поездка верхом к вершине Аю-Дага и лодочная прогулка к мысу Суук-Су.
В Гурзуфе Пушкин продолжил работу над поэмой «Кавказский пленник», написал несколько лирических стихотворений, некоторые из которых посвящены дочерям Н. Н. Раевского — Екатерине, Елене и Марии. Здесь возник у поэта замысел поэмы «Бахчисарайский фонтан» и романа «Евгений Онегин». В конце жизни Пушкин вспоминал о Крыме: «Там колыбель моего Онегина».

В сентябре 1820 года по пути в Симферополь побывал в Бахчисарае. Из письма Дельвигу: 
…Вошед во дворец, увидел я испорченный фонтан, из заржавленной железной трубки по каплям падала вода. Я обошёл дворец с большой досадою на небрежение, в котором он истлевает, и на полуевропейские переделки некоторых комнат.
Прогуливаясь по внутренним дворикам дворца, поэт сорвал две розы и положил их к подножию «Фонтана слёз», которому позже посвятил стихи и поэму «Бахчисарайский фонтан».
В середине сентября Пушкин около недели провёл в Симферополе, предположительно, в доме таврического губернатора Баранова Александра Николаевича, старого знакомого поэта по Петербургу.
Свои впечатления от посещения Крыма Пушкин использовал и в описании «Путешествия Онегина», которое сначала входило в состав поэмы «Евгений Онегин» как приложение.

#### В Кишинёве и Одессе
Лишь 21 сентября Пушкин приехал в Кишинёв. Новый начальник снисходительно относился к службе Пушкина, позволяя ему подолгу отлучаться и гостить у друзей в Каменке (зима 1820—1821), выезжать в Киев, путешествовать с И. П. Липранди по Молдове и наведываться в Одессу (конец 1821). В Кишинёве Пушкин близко общается с членами Союза благоденствия М. Ф. Орловым, К. А. Охотниковым, В. Ф. Раевским, вступает в масонскую ложу «Овидий», о чём сам пишет в своём дневнике. Если поэма «Руслан и Людмила» была итогом школы у лучших русских поэтов, то уже первая «южная поэма» Пушкина «Кавказский пленник» (1822) поставила его во главе всей современной русской литературы, принесла заслуженную славу первого поэта, неизменно ему сопутствующую до конца 1820-х годов. Позднее, в 1830-х годах Пушкин получил эпитет «русский Байрон».
Позже выходит другая «южная поэма» — «Бахчисарайский фонтан» (1824). Поэма получилась фрагментарной, словно таящей в себе нечто недосказанное, что и придало ей особую прелесть, возбуждающую в читательском восприятии сильное эмоциональное поле. П. А. Вяземский писал из Москвы по этому поводу:

Появление «Бахчисарайского фонтана» достойно внимания не одних любителей поэзии, но и наблюдателей успехов наших в умственной промышленности, которая также, не во гнев будь сказано, содействует, как и другая, благосостоянию государства. Рукопись маленькой поэмы Пушкина была заплачена три тысячи рублей; в ней нет шести сот стихов; итак, стих (и ещё какой же? заметим для биржевых оценщиков — мелкий четырёхстопный стих) обошёлся в пять рублей с излишком. Стих Бейрона, Казимира Лавиня, строчка Вальтера Скотта приносит процент ещё значительнейший, это правда! Но вспомним и то, что иноземные капиталисты взыскивают проценты со всех образованных потребителей на земном шаре, а наши капиталы обращаются в тесном и домашнем кругу. Как бы то ни было, за стихи «Бакчисарайского фонтана» заплачено столько, сколько ещё ни за какие русские стихи заплачено не было.

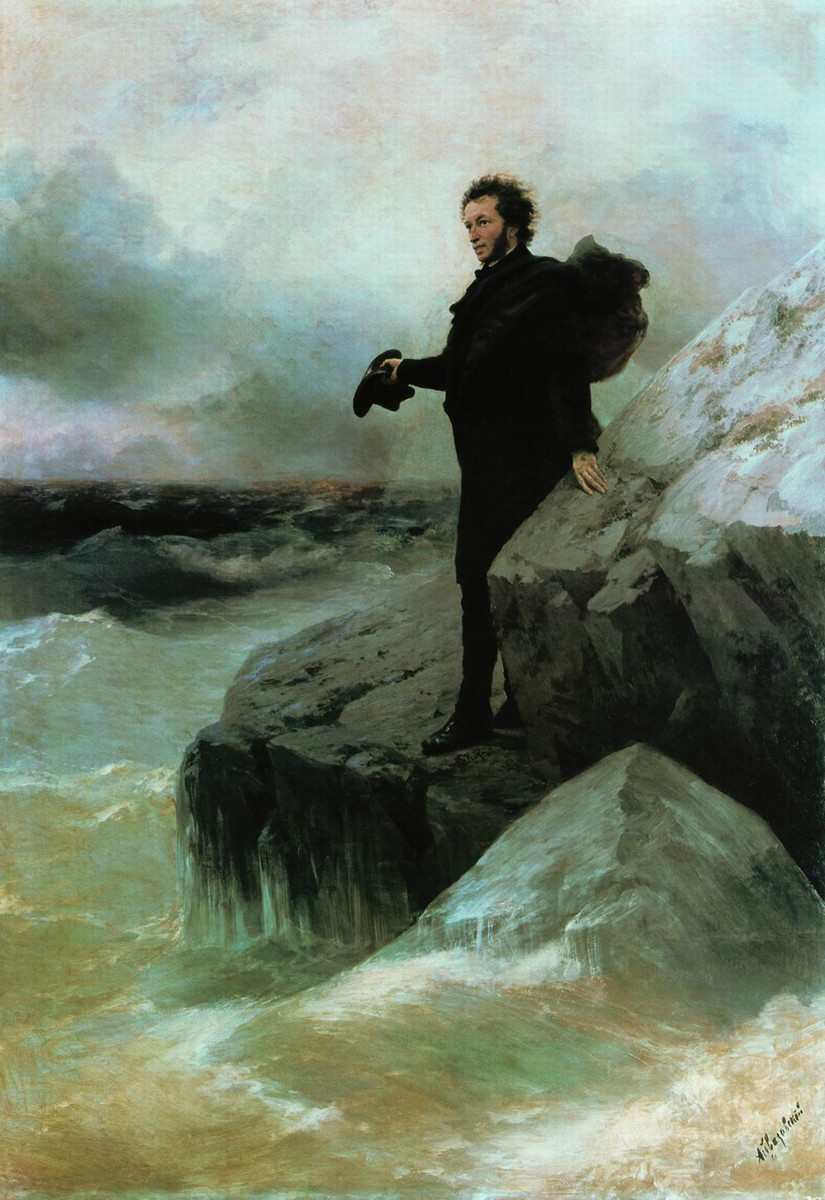
И. К. Айвазовский, И. Е. Репин. «Прощание Пушкина с морем». 1877. Всероссийский музей А. С. Пушкина

Вместе с тем поэт пытается обратиться к русской древности, наметив планы поэм «Мстислав» и «Вадим» (последний замысел принял и драматургическую форму), создаёт сатирическую поэму «Гавриилиада» (1821), поэму «Братья разбойники» (1822; отдельное издание в 1827). Со временем в Пушкине созрело убеждение (поначалу безысходно трагическое), что в мире действуют объективные законы, поколебать которые человек не в силах, как бы ни были отважны и прекрасны его помыслы. В таком ключе был начат в мае 1823 года в Кишинёве роман в стихах «Евгений Онегин»; финал первой главы романа предполагал историю путешествия героя за пределами родины по образцу поэмы Байрона «Дон Жуан».
Пока же в июле 1823 года Пушкин добивается перевода по службе в Одессу, в канцелярию графа Воронцова. Именно в это время он сознаёт себя профессиональным литератором, что было предопределено бурным читательским успехом его произведений. Ухаживание за женой начальника, а возможно, и роман с ней и неспособность к государственной службе обострили его отношения с Воронцовым.
Четырёхлетнее пребывание Пушкина на юге — новый романтический этап развития его как поэта. В это время Пушкин познакомился с творчеством Байрона и Шенье. Увлечённый личностью Байрона, по собственному признанию, поэт «сходил с ума» от него. Первым стихотворением, созданным Пушкиным в ссылке, стала элегия «Погасло дневное светило…», в подзаголовке которого он отметил: «Подражание Байрону». Стержнем, основной задачей произведений стало отражение эмоционального состояния человека, раскрытие его внутренней жизни. Художественную форму стиха Пушкин разрабатывал, обращаясь к древнегреческой поэзии, изучая её в переводах. Переосмыслив образное мышление античных поэтов в романтическом ключе, взяв лучшее из творчества своих предшественников, преодолев штампы элегического стиля, Пушкин создал свой собственный поэтический язык. Основным свойством пушкинской поэзии стала её выразительная сила и в то же время необыкновенная сжатость, лаконизм. Сформировавшийся в 1818—1820 годах под влиянием французских элегий и лирики Жуковского условно-меланхолический стиль претерпел серьёзную трансформацию и слился с новым «байроническим» стилем. Сочетание старых, усложнённых и условных форм с романтическими красками и напряжённостью ярко проявились в «Кавказском пленнике».
В 1824 году полицией в Москве было вскрыто письмо Пушкина, в котором он писал об увлечении «атеистическими учениями». Это послужило причиной отставки поэта от службы. Во второй половине июля 1824 года новороссийский и бессарабский генерал-губернатор граф М. С. Воронцов получил уведомления вице-канцлера К. В. Нессельроде о высочайших повелениях от 8 июля «находящегося в ведомстве Государственной коллегии иностранных дел коллежского секретаря Пушкина уволить вовсе от службы» и от 11 июля — перевести Пушкина на жительство в Псковскую губернию с тем, чтобы он находился там под надзором местного начальства. 30 июля Пушкин, получив 389 рублей и 4 копейки прогонных денег, выехал в Псковскую губернию.

### Ссылка вМихайловское
Пушкин был сослан в имение своей матери и провёл там два года (до сентября 1826 года) — это самое продолжительное пребывание Пушкина в Михайловском. Впервые юный поэт побывал здесь летом 1817 года и, как сам писал он в одной из автобиографий, был очарован «сельской жизнью, русской баней, клубникой и проч., — но всё это нравилось мне недолго».

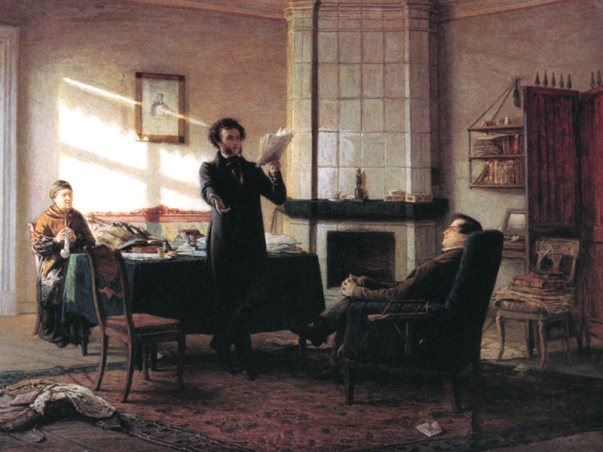
Картина Николая Ге «А. С. Пушкин в селе Михайловском»

Вскоре после приезда в Михайловское у Пушкина произошла крупная ссора с отцом, фактически согласившимся на негласный надзор за собственным сыном. В конце осени все родные Пушкина уехали из Михайловского.
Вопреки опасениям друзей, уединение в деревне не стало губительным для Пушкина. Несмотря на тяжёлые переживания, первая Михайловская осень была плодотворной для поэта, он много читал, размышлял, работал. Пушкин часто навещал соседку по имению П. А. Осипову в Тригорском и пользовался её библиотекой (отец Осиповой, масон, соратник Н. И. Новикова, оставил большое собрание книг). С михайловской ссылки и до конца жизни поэта связывали дружеские отношения с Осиповой и членами её большой семьи. В Тригорское летом 1826 года приехал Языков, стихи которого были известны Пушкину с 1824 года.
Пушкин завершает начатые в Одессе стихотворения «Разговор книгопродавца с поэтом», где формулирует своё профессиональное кредо, «К морю» — лирическое раздумье о судьбе человека эпохи Наполеона и Байрона, о жестокой власти исторических обстоятельств над личностью, поэму «Цыганы» (1827), продолжает писать роман в стихах. Осенью 1824 года возобновляет работу над автобиографическими записками, оставленную в самом начале в кишинёвскую пору, и обдумывает сюжет народной драмы «Борис Годунов» (окончена 7 (19) ноября 1825, опубликована в 1831), пишет шуточную поэму «Граф Нулин». Всего в Михайловском поэтом создано около ста произведений.
В 1825 году встречает в Тригорском племянницу Осиповой Анну Керн, которой, как принято считать, посвящает стихотворение «Я помню чудное мгновенье…».
Через месяц после окончания ссылки Пушкин вернулся «вольным в покинутую тюрьму» и провёл в Михайловском около месяца. Последующие годы поэт периодически приезжал сюда, чтобы отдохнуть от городской жизни и писать на свободе. В Михайловском в 1827 году Пушкин начал роман «Арап Петра Великого».
В Михайловском поэт также приобщился к игре в бильярд. И хотя выдающимся игроком он не стал, однако, по воспоминаниям друзей, орудовал кием на сукне вполне профессионально.
Во время пребывания в Михайловском Пушкин вступил в любовные отношения с крепостной крестьянкой Ольгой Калашниковой и, как полагают некоторые исследователи, имел от неё незаконнорождённого сына Павла
|                                                                                    |  |
| Прижизненные портреты Пушкина работы В. А. Тропинина (1827), П. Ф. Соколова (1836) |  |

### После ссылки

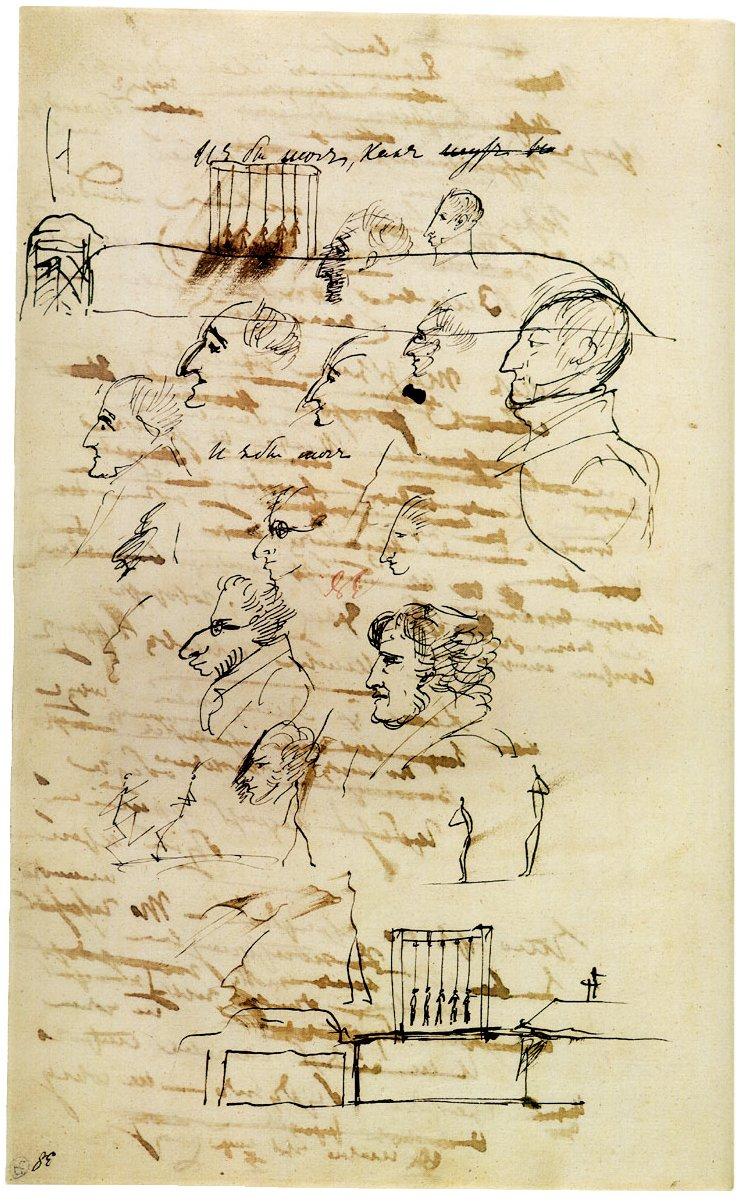
Рисунок Пушкина с изображением повешенных декабристов и словами «И я бы мог, как шут ви<сеть>», 1826 год

Известие о восстании декабристов 14 декабря 1825 года сильно взволновало Пушкина, после него он сжег свои записки. 11 мая 1826 года он подал всеподданнейшее прошение о позволении ему ехать в одну из столиц или за границу; при прошении было им приложено медицинское свидетельство о болезни и подписка о непринадлежности к тайным обществам. В ночь с 3 на 4 сентября 1826 года в Михайловское прибыл нарочный от псковского губернатора Б. А. Адеркаса: Пушкин в сопровождении фельдъегеря должен был явиться в Москву, где в то время находился Николай I, коронованный 22 августа. 8 сентября, сразу же после прибытия, Пушкин был доставлен к императору для личной аудиенции в Малый Николаевский дворец. Беседа Николая I с Пушкиным происходила с глазу на глаз. Поэту по возвращении из ссылки гарантировалось личное высочайшее покровительство и освобождение от обычной цензуры.

Именно в эти годы возникает в творчестве Пушкина интерес к личности Петра I, царя-преобразователя. Он становится героем начатого романа о прадеде поэта, Абраме Ганнибале, и новой поэмы «Полтава». В рамках одного поэтического произведения («Полтава») поэт объединил несколько серьёзных тем: взаимоотношений России и Европы, объединения народов, счастья и драмы частного человека на фоне исторических событий. По собственному признанию Пушкина, его привлекли «сильные характеры и глубокая, трагическая тень, набросанная на все эти ужасы». Опубликованная в 1829 году, поэма не нашла понимания ни у читателей, ни у критиков. В черновой рукописи статьи «Возражения критикам „Полтавы“» Пушкин писал:
Самая зрелая изо всех моих стихотворных повестей, та, в которой всё почти оригинально (а мы из этого только и бьёмся, хоть это ещё и не главное), — «Полтава», которую Жуковский, Гнедич, Дельвиг, Вяземский предпочитают всему, что я до сих пор ни написал, «Полтава» не имела успеха.
К этому времени в творчестве поэта обозначился новый поворот. Трезвый исторический и социальный анализ действительности сочетается с осознанием сложности часто ускользавшего от рационального объяснения окружающего мира, что наполняет его творчество ощущением тревожного предчувствия, ведёт к широкому вторжению фантастики, рождает горестные, подчас болезненные воспоминания, напряжённый интерес к смерти.
В то же время после поэмы «Полтава» отношение к Пушкину в критике и среди части читательской публики стало более холодным или критичным.
В 1827 году началось расследование по поводу стихотворения «Андрей Шенье» (написанного ещё в Михайловском в 1825 году), в котором был усмотрен отклик на события 14 декабря 1825, а в 1828 году правительству стала известна кишинёвская поэма «Гавриилиада». Дела эти были по высочайшему повелению закрыты после объяснений Пушкина. Пушкин был назван виновным в распространении «того пагубного духа», который характеризует время его появления — канун 14 декабря, дал подписку «впредь никаких сочинений без рассмотрения и пропуска оных цензурою не выпускать в публику», попал под секретный полицейский надзор.
В декабре 1828 года Пушкин знакомится с московской красавицей, 16-летней Натальей Гончаровой. По собственному признанию, он полюбил её с первой встречи. В конце апреля 1829 года через Фёдора Толстого-Американца Пушкин сделал предложение Гончаровой. Неопределённый ответ матери девушки (причиной была названа молодость Натальи), по словам Пушкина, «свёл его с ума».

### Поездка на войну
В начале мая 1829 года Пушкин отправился на русско-турецкую войну, в действующую армию на Кавказ, которой командовал И. Ф. Паскевич, желая встретить там Н. Н. Раевского, брата Льва и многих друзей. По дороге он встретил тело Грибоедова, которое везли в Тифлис из Персии.

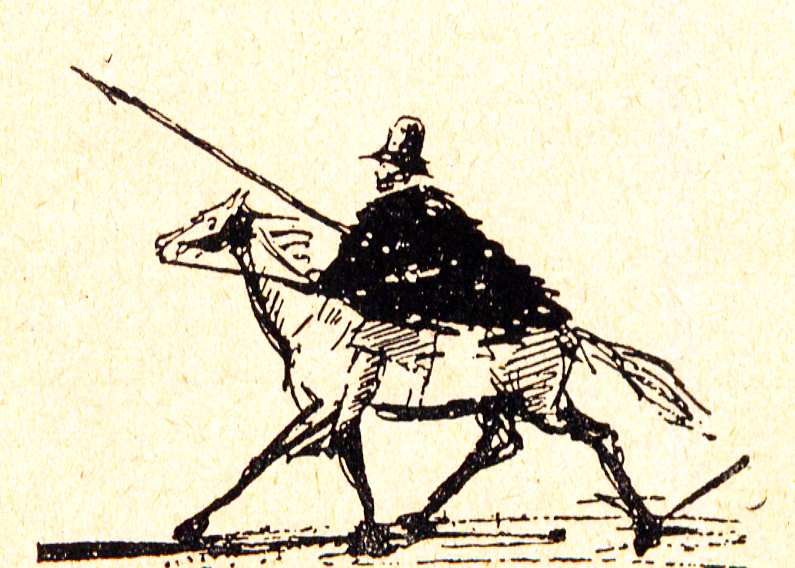
Рисунок Пушкина, изображающий его на войне

14 июня 1829 года Пушкин принял участие в перестрелке с турецкими наездниками. В бурке и цилиндре, верхом, он бросался под пули врагов и даже, однажды, схватив пику убитого казака, бросился в погоню за отступавшими врагами. 19 июня 1829 года после сражения при Каинлы Пушкин принимал участие в преследовании бегущего неприятеля. 27 июня, после капитуляции турецких войск в Эрзеруме, Пушкин вместе с российскими войсками вступил в этот город.
При всякой перестрелке с неприятелем, во время движения войск вперед, Пушкина видели всегда впереди скачущих казаков или драгун прямо под выстрелами. Паскевич неоднократно предупреждал Пушкина, что ему опасно зарываться так далеко, и советовал находиться во время сражения неотлучно при себе, но Пушкин его не слушался. Кроме того, Пушкин поддерживал отношения с некоторыми из декабристов, которые служили рядовыми в армии, что не нравилось Паскевичу. Наконец, Паскевич пригласил поэта и сказал ему: «Господин Пушкин, мне вас жаль, жизнь ваша дорога для России; вам здесь делать нечего, а потому я советую вам немедленно уехать из армии обратно; я уже велел приготовить для вас благонадежный конвой». В тот же день, 19 июля, Пушкин покинул армию, жил некоторое время в Тифлисе. Свою поездку на войну он описал в очерках «Путешествие в Арзрум». Возвратившись в Москву, он встретил у Гончаровых холодный приём. Возможно, мать Натальи боялась репутации вольнодумца, закрепившейся за Пушкиным, его бедности и страсти к игре.
В конце 1829 года у Пушкина возникло желание отправиться в путешествие за границу, отразившееся в стихотворении «Поедем, я готов; куда бы вы, друзья…». Пушкин обращается за разрешением к Бенкендорфу, но 17 января 1830 года получает отказ Николая I в поездке, переданный Бенкендорфом.

### Болдино

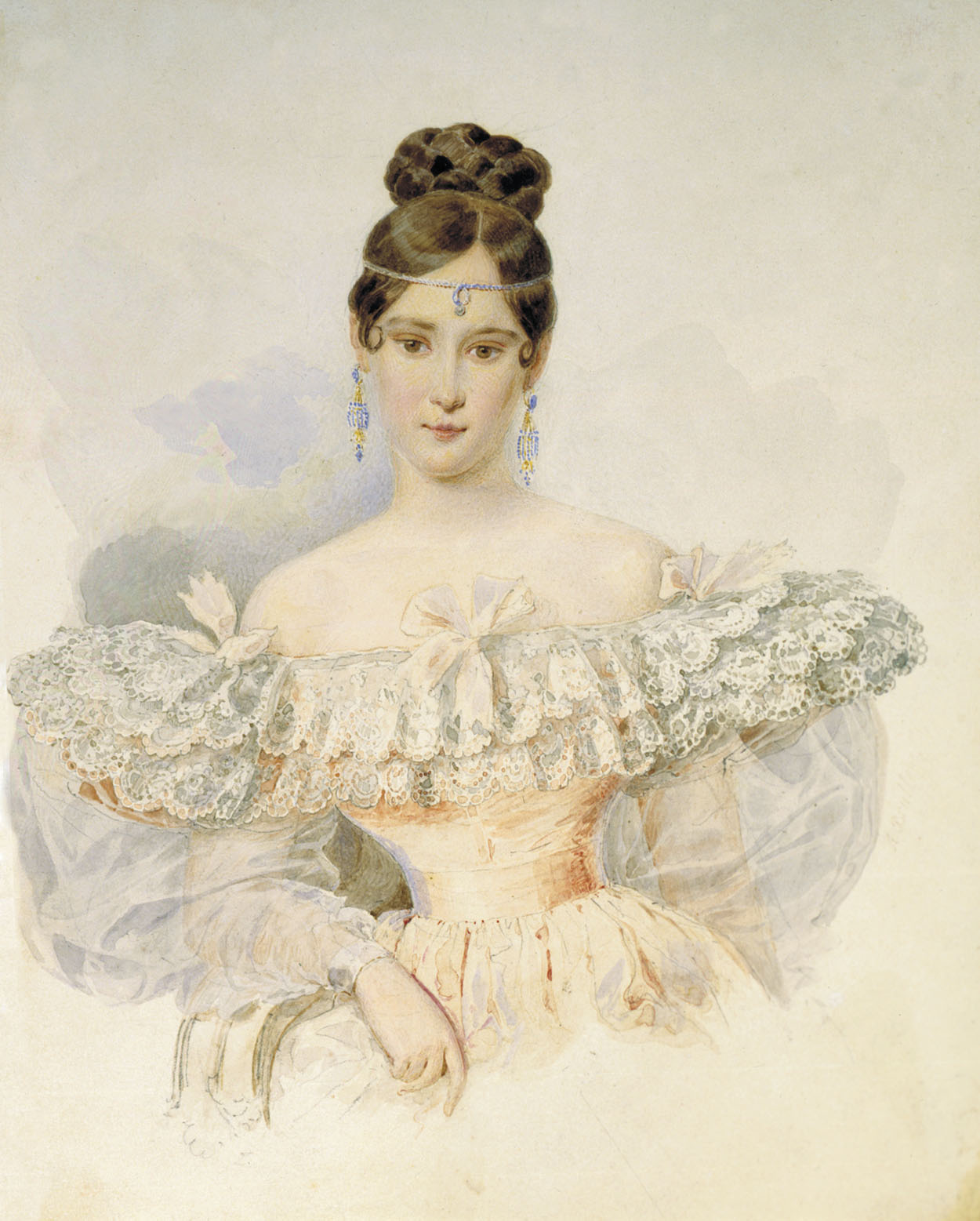
Портрет Н. Н. Пушкиной работы Александра Брюллова (1831—1832 гг.)

Пушкин чувствует необходимость житейских перемен. В 1830 году повторное его сватовство к Наталье Николаевне Гончаровой было принято, и осенью поэт отправляется в Болдино, нижегородское имение отца, чтобы вступить во владение близлежащей деревней Кистенёво, подаренной отцом к свадьбе. Холерные карантины задержали поэта на три месяца, и этой поре было суждено стать знаменитой Болдинской осенью, наивысшей точкой пушкинского творчества, когда из-под его пера вылилась целая библиотека произведений: «Повести покойного Ивана Петровича Белкина» («Повести Белкина»), «Опыт драматических изучений» («Маленькие трагедии»), последние главы «Евгения Онегина», «Домик в Коломне», «История села Горюхина», «Сказка о попе и о работнике его Балде», несколько набросков критических статей и около тридцати стихотворений.
Среди болдинских произведений, словно нарочито непохожих одно на другое по жанру и тональности, особенно контрастируют друг с другом два цикла: прозаический и драматический. Это два полюса творчества Пушкина, к которым тяготеют остальные произведения, написанные в три осенних месяца 1830 года.
Стихотворные произведения этого периода представляют всё разнообразие жанров и охватывают широкий круг тем. Одно из них — «Румяный критик мой…» перекликается с «Историей села Горюхина» и настолько далеко от идеализации деревенской действительности, что было впервые опубликовано лишь в посмертном собрании сочинений под изменённым названием («Каприз»).
«Повести Белкина» стали первым из дошедших до нас завершённым произведением пушкинской прозы, опыты к созданию которой он предпринимал неоднократно. В 1821 году Пушкин сформулировал основной закон своего прозаического повествования: «Точность и краткость — вот первые достоинства прозы. Она требует мыслей и мыслей — без них блестящие выражения ни к чему не служат». Эти повести — также своеобразные мемуары обыкновенного человека, который, не находя ничего значительного в своей жизни, наполняет свои записки пересказом услышанных историй, поразивших его воображение своей необычностью. «Повести…» знаменовали собой завершение начавшегося в 1827 году с «Арапа Петра Великого» становления Пушкина как прозаика. Цикл определил как дальнейшее направление творчества Пушкина — последние шесть лет его жизни он обращался преимущественно к прозе,— так и всего, до сих пор не развитого русского художественного прозаического слова.

### Москва (1830—1831) и Петербург (1831—1833)

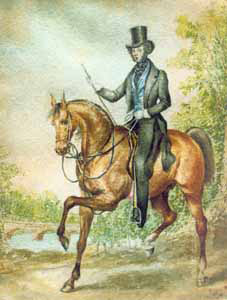
А. С. Пушкин. Портрет работы П. Ф. Соколова (1831)

В это же время Пушкин принимал активное участие в издании «Литературной газеты» (газета выходила с 1 января 1830 г. по 30 июня 1831 г.) своего друга издателя А. А. Дельвига. Дельвиг, подготовив первые два номера, временно выехал из Петербурга и поручил газету Пушкину, который и стал фактическим редактором первых тринадцати номеров. После публикации «Литературной газетой» четверостишия Казимира Делавиня о жертвах Июльской революции возник конфликт с редактором полуофициозной газеты «Северная пчела» Ф. В. Булгариным, агентом Третьего отделения, что привело к закрытию издания.
5 декабря 1830 года Пушкин возвратился из Болдина в Москву. 18 февраля (2 марта) 1831 Александр Пушкин венчался с Натальей Гончаровой в московской церкви Большого Вознесения у Никитских ворот. Два брачных венца, которыми, по преданию, венчались А. С. Пушкин с Н. Н. Гончаровой, хранятся в настоящий момент в Оружейной палате (зал 2, витрина 19). При обмене обручальными кольцами Пушкин упустил своё кольцо на пол, потом у него погасла свеча. Потрясённый, он побледнел и сказал: «Всё — плохие предзнаменования!».
Сразу после свадьбы семья Пушкиных ненадолго поселилась в Москве, на Арбате, в доме 53 (по современной нумерации; сейчас — музей). Там супруги прожили до середины мая 1831 года и, не дождавшись срока окончания аренды, уехали в столицу, так как Пушкин рассорился с тёщей, вмешивавшейся в его семейную жизнь:62.
На лето Пушкин снял дачу в Царском Селе. Здесь он пишет «Письмо Онегина», тем самым окончательно завершая работу над романом в стихах, который был его «спутником верным» на протяжении восьми лет жизни.
Новое восприятие действительности, наметившееся в его творчестве в конце 1820-х годов, требовало углублённых занятий историей: в ней следовало найти истоки коренных вопросов современности. Пушкин активно пополнял свою личную библиотеку отечественными и иностранными изданиями, связанными с историей петровского времени. А. И. Тургенев отмечал в нём «сокровища таланта, наблюдений и начитанности о России, особенно о Петре и Екатерине, редкие, единственные… Никто так хорошо не судил русскую новейшую историю: он созревал для неё и знал и отыскал в известность, многое, что другие не заметили».

Холерные бунты, ужасные по своей жестокости, и польские события, поставившие Россию на грань войны с Европой, представляются поэту угрозой российской государственности. Сильная власть в этих условиях кажется ему залогом спасения России — этой идеей вдохновлены его стихотворения «Перед гробницею святой…», «Клеветникам России», «Бородинская годовщина». Последние два, написанные по случаю взятия Варшавы, вместе со стихотворением В. А. Жуковского «Старая песня на новый лад» были напечатаны специальной брошюрой «На взятие Варшавы» и вызвали неоднозначную реакцию. Пушкин, никогда не бывший врагом какого-либо народа, друживший с Мицкевичем, тем не менее не мог смириться с претензиями восставших на присоединение к Польше литовских, украинских и белорусских земель:236. По-разному отнеслись к отклику Пушкина на польские события его друзья: отрицательно Вяземский и А. И. Тургенев. 22 сентября 1831 года в своём дневнике Вяземский писал: 
Пушкин в стихах своих: Клеветникам России кажет им шиш из кармана. Он знает, что они не прочтут стихов его, следовательно, и отвечать не будут на вопросы, на которые отвечать было бы очень легко даже самому Пушкину. <…> И что опять за святотатство сочетать Бородино с Варшавою? Россия вопиёт против этого беззакония.
Некоторые ссыльные декабристы с восторгом отнеслись к стихотворению:232, 236. Вместе с тем Ф. В. Булгарин, связанный с III отделением, обвинял поэта в приверженности либеральным идеям.

В июле 1831 года Пушкин направил письмо начальнику III отделения Собственной Его Императорского Величества канцелярии генерал-адъютанту А. Х. Бенкендорфу:
«Заботливость истинноотеческая государя императора глубоко меня трогает. Осыпанному уже благодеяниями его величества, мне давно тягостно моё бездействие. Я всегда готов служить ему по мере своих способностей. <…> Осмеливаюсь также просить дозволения заняться историческими изысканиями в наших государственных архивах и библиотеках. <…> Могу со временем исполнить моё давнишнее желание написать историю Петра Великого и его наследников до государя Петра III».
23 июля того же года А. Х. Бенкендорф сообщил вице-канцлеру К. В. Нессельроде о высочайшем повелении определить Пушкина в Государственную коллегию иностранных дел с дозволением отыскивать в архивах материалы для сочинения истории Петра I. 14 ноября 1831 года Пушкин был зачислен на службу прежним чином, а 6 декабря произведён в титулярные советники.
С начала 1830-х годов проза в творчестве Пушкина начинает превалировать над поэтическими жанрами. «Повести Белкина» (изданы в 1831 году) успеха не имели. Пушкин замышляет широкое эпическое полотно — роман из эпохи пугачёвщины с героем-дворянином, перешедшим на сторону бунтовщиков. Замысел этот Пушкин на время оставил из-за недостаточных знаний о той эпохе, и стал работать над романом «Дубровский» (1832—1833), герой которого, мстя за отца, у которого несправедливо отняли родовое имение, становится разбойником. Благородный разбойник Дубровский изображён в романтическом ключе, остальные действующие лица показаны с величайшим реализмом. Хотя сюжетная основа произведения почерпнута Пушкиным из современной жизни, в ходе работы роман всё больше приобретал черты традиционного авантюрного повествования с нетипичной в общем-то для русской действительности коллизией. Возможно, предвидя к тому же непреодолимые цензурные затруднения с публикацией романа, Пушкин оставил работу над ним, хотя роман был и близок к завершению. Замысел произведения о пугачёвском бунте вновь привлекает Пушкина; верный исторической точности, он прерывает на время занятия по изучению Петровской эпохи, штудирует печатные источники о Пугачёве, добивается ознакомления с документами о подавлении крестьянского восстания (само «Дело Пугачёва», строго засекреченное, оказывается недоступным), а в 1833 году посещает Волгу и Урал, чтобы воочию увидеть места грозных событий, услышать живые предания о пугачёвщине. Пушкин едет через Нижний Новгород, Чебоксары, Казань и Симбирск на Оренбург, а оттуда — на Уральск, вдоль древней реки Яик, переименованной после крестьянского восстания в Урал.
7 января 1833 года Пушкин был избран членом Российской академии одновременно с П. А. Катениным, М. Н. Загоскиным, Д. И. Языковым и А. И. Маловым.
Осенью 1833 года он возвращается в Болдино. Теперь Болдинская осень Пушкина вдвое короче, нежели три года назад, но по значению она соразмерна Болдинской осени 1830 года. За полтора месяца Пушкин завершает работу над «Историей Пугачёва» и «Песнями западных славян», начинает работу над повестью «Пиковая дама», создаёт поэмы «Анджело» и «Медный всадник», «Сказку о рыбаке и рыбке» и «Сказку о мёртвой царевне и о семи богатырях», стихотворение в октавах «Осень».

### Петербург (1833—1835)

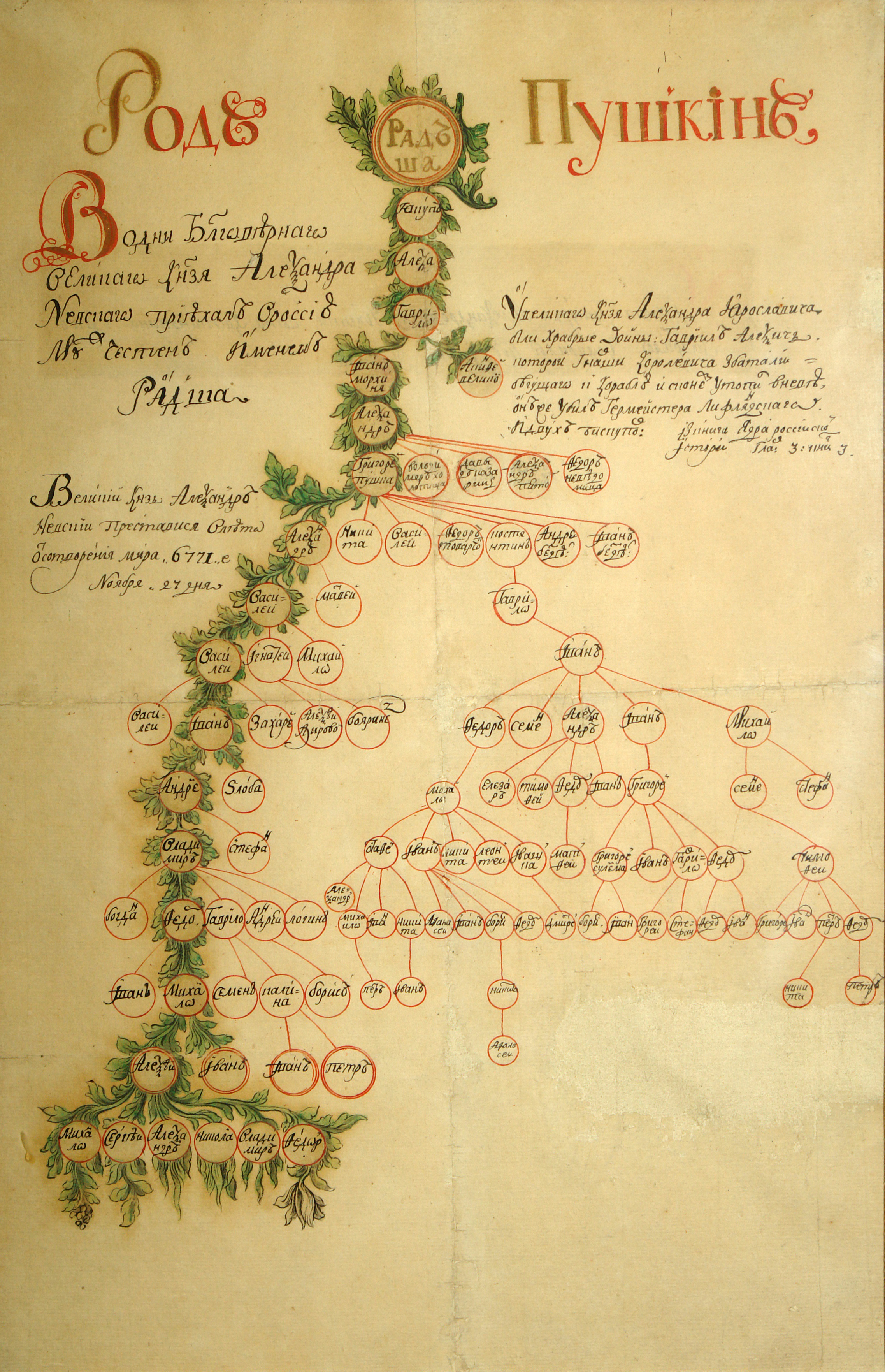
Родословное древо Пушкиных, (акварель, неизвестный художник, начало XIX века; центральный музей А. С. Пушкина)

В ноябре 1833 года Пушкин возвращается в Петербург, ощущая необходимость круто переменить жизнь и прежде всего выйти из-под опеки двора.

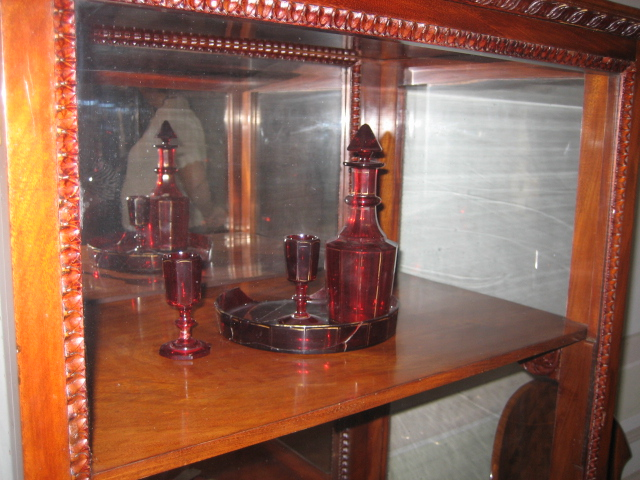
Подлинный прибор Пушкина из музея на Мойке, 12, Санкт-Петербург

31 декабря 1833 года Николай I присваивает своему историографу младшее придворное звание камер-юнкера. По словам друзей Пушкина, он был в ярости: это звание давалось обыкновенно молодым людям. В дневнике 1 января 1834 года Пушкин сделал запись:
Третьего дня я пожалован в камер-юнкеры (что довольно неприлично моим летам). Но Двору хотелось, чтобы N. N. [Наталья Николаевна] танцевала в Аничкове.
Тогда же была запрещена публикация «Медного всадника». В начале 1834 года Пушкин дописал другую, прозаическую петербургскую повесть, — «Пиковая дама» и поместил её в журнале «Библиотека для чтения», который платил Пушкину незамедлительно и по высшим ставкам. Она была начата в Болдине и предназначалась тогда, по-видимому, для совместного с В. Ф. Одоевским и Н. В. Гоголем альманаха «Тройчатка».
25 июня 1834 года титулярный советник Пушкин подаёт в отставку с просьбой сохранить право работы в архивах, необходимое для исполнения «Истории Петра». Мотивом были указаны семейные дела и невозможность постоянного присутствия в столице. Прошение было принято с отказом пользоваться архивами, поскольку Пушкин формально был чиновником при Архиве Министерства иностранных дел. Таким образом, Пушкин лишался возможности продолжать работу. Следуя совету Жуковского, Пушкин отозвал прошение. Позднее Пушкин просил отпуск на 3—4 года: летом 1835 года он писал тёще, что собирается со всей семьёй ехать в деревню на несколько лет. Однако в отпуске ему было отказано, взамен Николай I предложил полугодовой отпуск и 10 000 рублей, как было сказано, «на вспоможение». Пушкин их не принял и попросил 30 000 рублей с условием удержания из своего жалования, отпуск ему был предоставлен на четыре месяца. Так на несколько лет вперёд Пушкин был связан службой в Петербурге. Эта сумма не покрывала и половины долгов Пушкина, с прекращением выплаты жалования приходилось надеяться только на литературные доходы, зависевшие от читательского спроса. В конце 1834 — начале 1835 года вышло несколько итоговых изданий произведений Пушкина: полный текст «Евгения Онегина» (в 1825—1832 годах роман печатался отдельными главами), собрания стихотворений, повестей, поэм, однако все они расходились с трудом. Критика уже в полный голос говорила об измельчании таланта Пушкина, о конце его эпохи в русской литературе. Две осени — 1834 года (в Болдине) и 1835 года (в Михайловском) — были менее плодотворны. В третий раз поэт приезжал в Болдино осенью 1834 года по запутанным делам имения и прожил там месяц, написав лишь «Сказку о золотом петушке». В Михайловском Пушкин продолжал работать над «Сценами из рыцарских времён», «Египетскими ночами», создал стихотворение «Вновь я посетил».
Широкой публике, сокрушающейся о падении пушкинского таланта, было неведомо, что лучшие его произведения не были пропущены в печать, что в те годы шёл постоянный, напряжённый труд над обширными замыслами: «Историей Петра», романом о пугачёвщине. В творчестве поэта назрели коренные изменения. Пушкин-лирик в эти годы становится преимущественно «поэтом для себя». Он настойчиво экспериментирует теперь с прозаическими жанрами, которые не удовлетворяют его вполне, остаются в замыслах, набросках, черновиках; он ищет новые формы литературы.

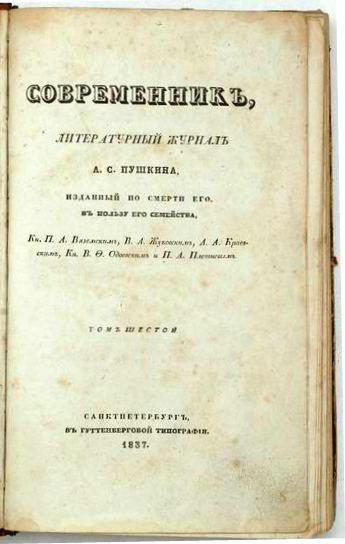

### «Современник»
По словам С. А. Соболевского:
Мысль о большом повременном издании, которое касалось бы по возможности всех главнейших сторон русской жизни, желание непосредственно служить отечеству пером своим, занимали Пушкина почти непрерывно в последние десять лет его кратковременного поприща… Обстоятельства мешали ему, и только в 1836 г. он успел выхлопотать себе право на издание «Современника», но уже в размерах весьма ограниченных и тесных.
Со времени закрытия «Литературной газеты» Пушкин добивался права на собственное периодическое издание. Не были осуществлены замыслы газеты («Дневник»), различных альманахов и сборников, «Северного зрителя», редактировать который должен был В. Ф. Одоевский. Вместе с ним же Пушкин в 1835 году намеревался выпускать «Современный летописец политики, наук и литературы». В 1836 году Пушкин получил разрешение на год на издание альманаха. Пушкин рассчитывал также на доход, который помог бы ему расплатиться с самыми неотложными долгами. Основанный в 1836 году журнал получил название «Современник». В нём печатались произведения самого Пушкина, а также Н. В. Гоголя, А. И. Тургенева, В. А. Жуковского, П. А. Вяземского.
Тем не менее читательского успеха журнал не имел: к новому типу серьёзного периодического издания, посвящённого актуальным проблемам, трактуемым по необходимости намёками, русской публике предстояло ещё привыкнуть. У журнала оказалось всего 600 подписчиков, что делало его разорительным для издателя, так как не покрывались ни типографские расходы, ни гонорары сотрудников. Два последних тома «Современника» Пушкин более чем наполовину наполняет своими произведениями, по большей части анонимными. В четвёртом томе «Современника» был, наконец, напечатан роман «Капитанская дочка». Пушкин мог бы выпустить его отдельной книгой, тогда роман мог принести доход, так необходимый ему. Однако он всё-таки принял решение опубликовать «Капитанскую дочку» в журнале и не мог уже рассчитывать на одновременный выход отдельной книгой — в те времена это было невозможно. Вероятно, роман был помещён в «Современник» под влиянием Краевского и издателя журнала, опасавшихся его краха. «Капитанская дочка» была благосклонно принята читателями, но отзывов восторженных критиков о своём последнем романе в печати Пушкин не успел увидеть. Несмотря на финансовую неудачу, Пушкин до последнего дня был занят издательскими делами, «рассчитывая, наперекор судьбе, найти и воспитать своего читателя».

### 1836—1837 годы
Весной 1836 года после тяжёлой болезни умерла Надежда Осиповна. Пушкин, сблизившийся с матерью в последние дни её жизни, тяжело переносил эту утрату. Обстоятельства сложились так, что он единственный из всей семьи сопровождал тело матери к месту погребения в Святые горы. Это был его последний визит в Михайловское. В начале мая по издательским делам и для работы в архивах Пушкин приехал в Москву. Он надеялся на сотрудничество в «Современнике» авторов «Московского наблюдателя». Однако Баратынский, Погодин, Хомяков, Шевырёв не торопились с ответом, прямо не отказывая. К тому же Пушкин рассчитывал, что для журнала будет писать Белинский, находившийся в конфликте с Погодиным. Посетив архивы Министерства иностранных дел, он убедился, что работа с документами петровской эпохи займёт несколько месяцев. По настоянию жены, ожидавшей со дня на день родов, Пушкин в конце мая возвращается в Петербург.
По воспоминаниям французского издателя и дипломата Лёве-Веймара, побывавшего летом 1836 года в гостях у Пушкина, тот был увлечён «Историей Петра», делился с гостем результатами своих архивных поисков и опасениями, как воспримут читатели книгу, где царь будет показан «таким, каким он был в первые годы своего царствования, когда он с яростью приносил всё в жертву своей цели». Узнав, что Лёве-Веймар интересуется русскими народными песнями, Пушкин сделал для него переводы одиннадцати песен на французский. По мнению специалистов, изучавших эту работу Пушкина, она была выполнена безукоризненно.

Летом 1836 года Пушкин создаёт свой последний поэтический цикл, названный по месту написания (дача на Каменном острове) «каменноостровским». Точный состав цикла стихотворений неизвестен. Возможно, они предназначались для публикации в «Современнике», но Пушкин отказался от неё, предвидя проблемы с цензурой. Три произведения, несомненно принадлежащие циклу, связаны евангельской темой. Сквозной сюжет стихотворений «Отцы пустынники и жены непорочны», «Как с древа сорвался предатель ученик» и «Мирской власти» — Страстная неделя Великого поста. Ещё одно стихотворение цикла — «Из Пиндемонти» лишено христианской символики, однако продолжает размышления поэта об обязанностях живущего в мире с собой и окружающими человека, о предательстве, о праве на физическую и духовную свободу. По мнению В. П. Старка:
«В этом стихотворении сформулировано идеальное поэтическое и человеческое кредо Пушкина, выстраданное всей жизнью».
В цикл, вероятно, входили также «Когда за городом задумчив я брожу», четверостишие «Напрасно я бегу к Сионским воротам» и, наконец, (некоторыми исследователями оспаривается это предположение) «Памятник» («Я памятник воздвиг себе нерукотворный…») — в качестве зачина или, по другим версиям, финала, — поэтическое завещание Пушкина.

### Гибель

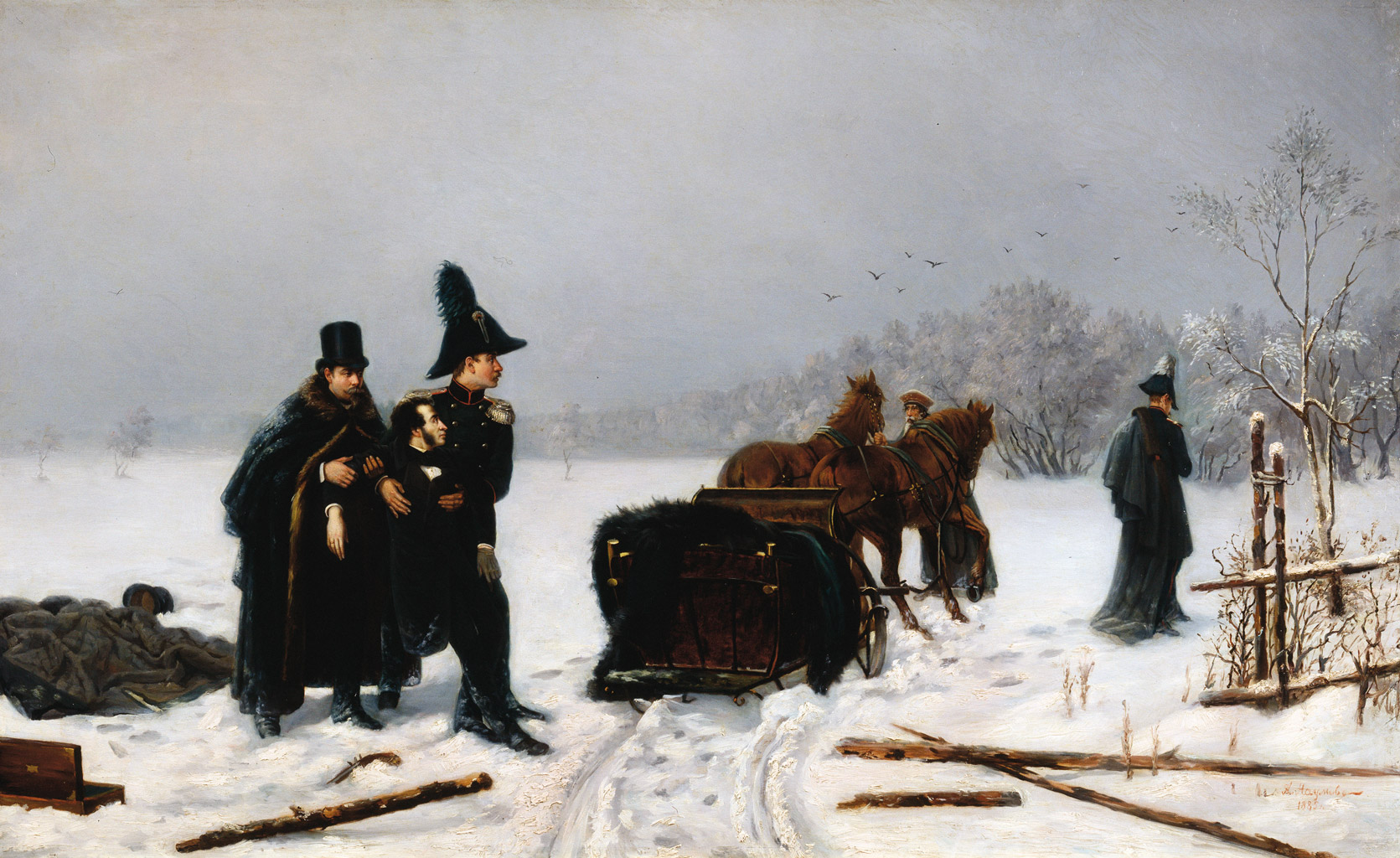
Дуэль Пушкина с Дантесом. А. А. Наумов, 1884

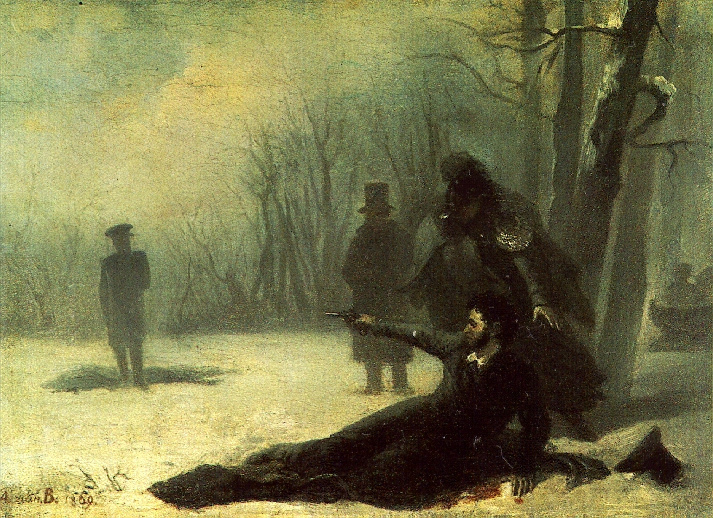
Адриан Волков. Последний выстрел А. С. Пушкина

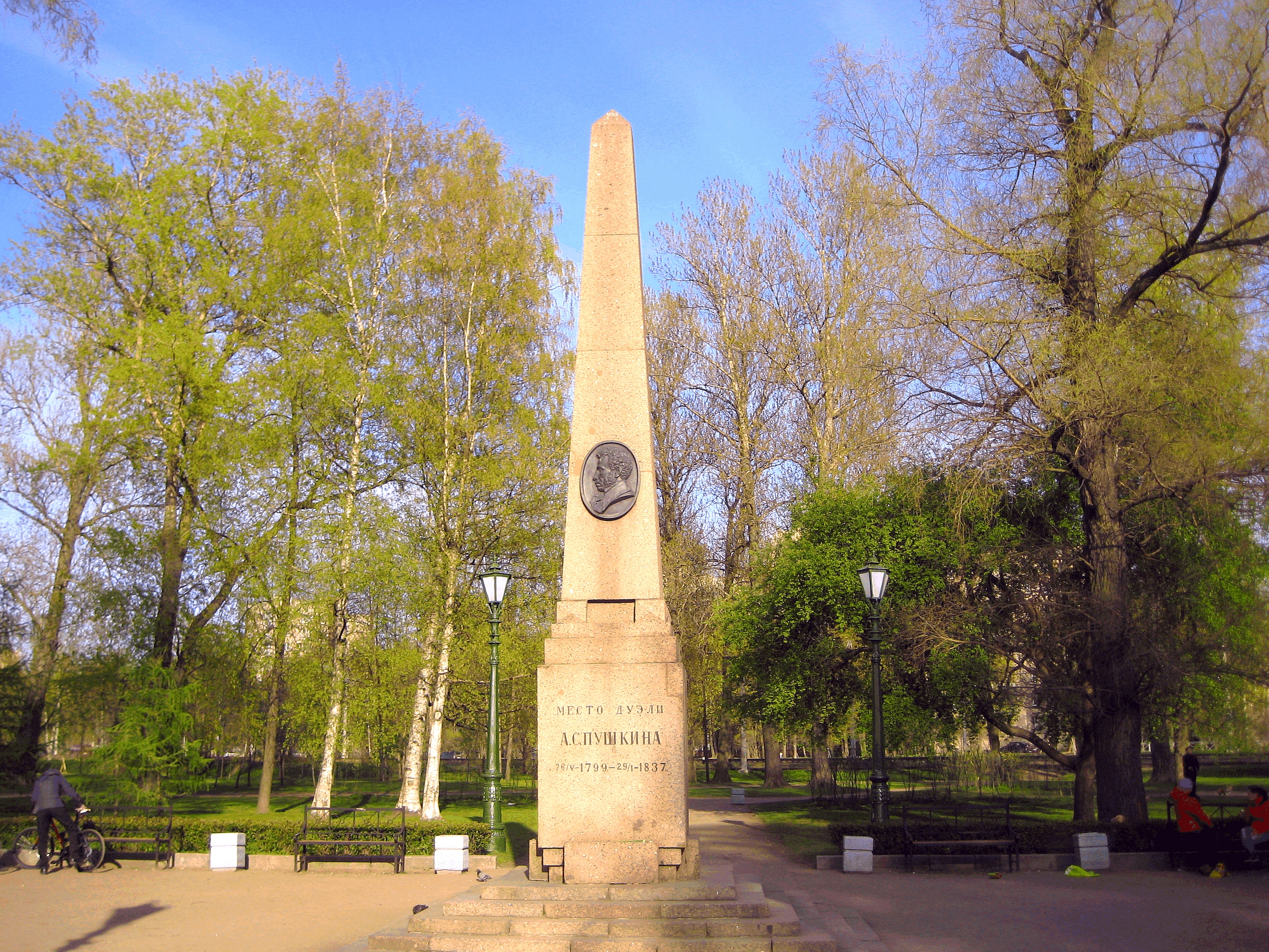
Памятная стела на месте дуэли

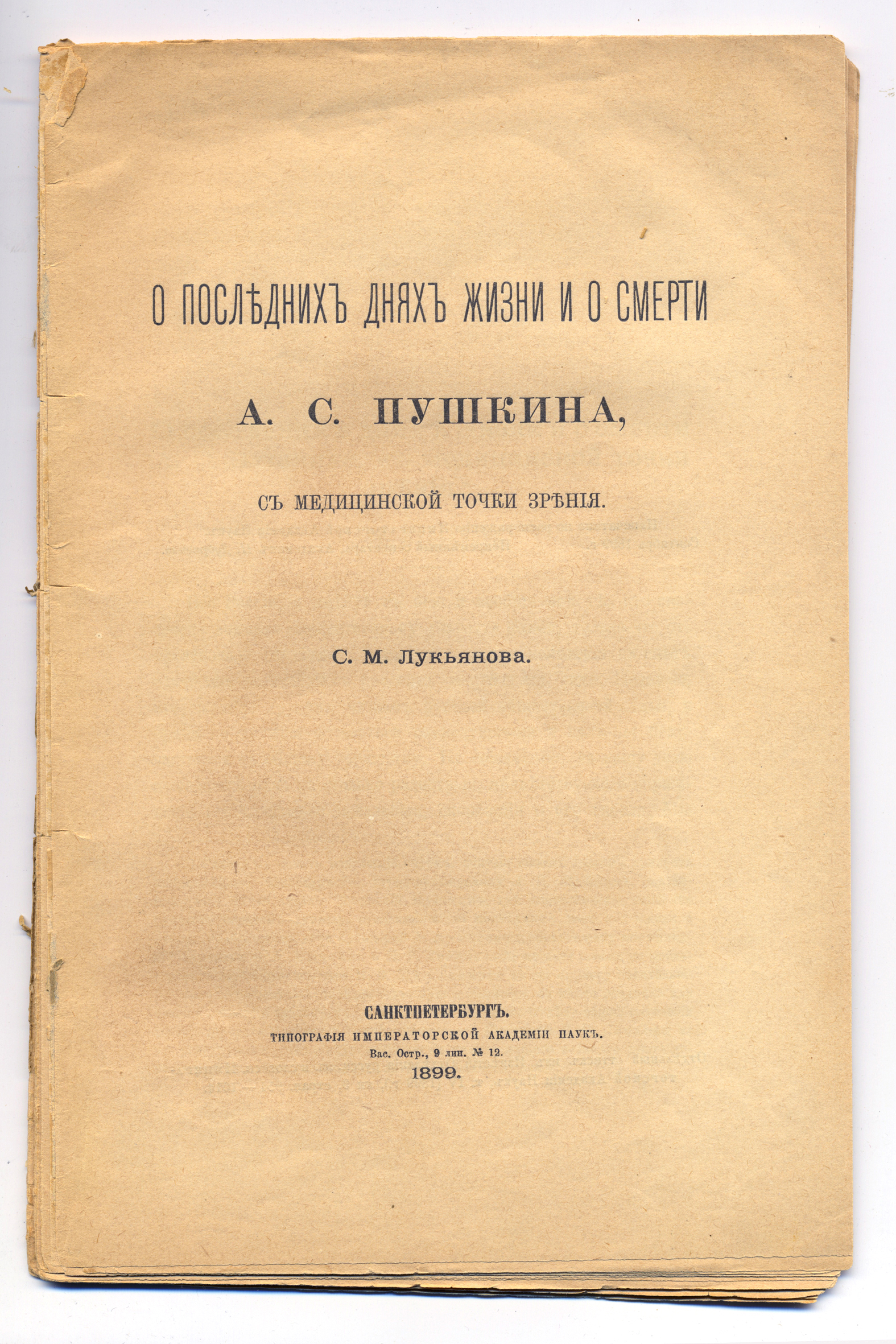
С. М. Лукьянов
«О последних днях жизни и о смерти А. С. Пушкина, с медицинской точки зрения» (1899)

Бесконечные переговоры с зятем о разделе имения после смерти матери, заботы по издательским делам, долги, и, главное, ставшее нарочито явным ухаживание кавалергарда Дантеса за его женой, повлёкшее за собой пересуды в светском обществе, были причиной угнетённого состояния Пушкина осенью 1836 года. 3 ноября его друзьям был разослан анонимный пасквиль с оскорбительными намёками в адрес Натальи Николаевны. Пушкин, узнавший о письмах на следующий день, был уверен, что они — дело рук Дантеса и его приёмного отца Геккерна. Вечером 4 ноября он послал вызов на дуэль Дантесу. Геккерн (после двух встреч с Пушкиным) добился отсрочки дуэли на две недели. Усилиями друзей поэта и, прежде всего, Жуковского и тётки Натальи Николаевны фрейлины Екатерины Загряжской, дуэль удалось предотвратить. 17 ноября Дантес сделал предложение сестре Натальи Николаевны, Екатерине Гончаровой. В тот же день Пушкин послал своему секунданту Владимиру Соллогубу письмо с отказом от дуэли.
Брак не разрешил конфликта. Дантес, встречаясь с Натальей Николаевной в свете, преследовал её. Распускались слухи о том, что Дантес женился на сестре Пушкиной, чтобы спасти репутацию Натальи Николаевны. По свидетельству Константина Данзаса, жена предлагала Пушкину оставить на время Петербург, но тот, «потеряв всякое терпение, решил кончить иначе». Пушкин послал 26 января (7 февраля) 1837 года Луи Геккерну «в высшей степени оскорбительное письмо». Единственным ответом на него мог быть только вызов на дуэль, и Пушкин это знал. Формальный вызов на дуэль от Геккерна, одобренный Дантесом, был получен Пушкиным в тот же день через атташе французского посольства виконта д’Аршиака. Так как Геккерн был послом иностранного государства, он не мог драться на дуэли — это означало бы немедленный крах его карьеры.
Дуэль с Дантесом состоялась 27 января на Чёрной Речке. Дантес выстрелил первым и тяжело ранил Пушкина: пуля перебила шейку бедра и проникла в живот. Для того времени ранение было смертельным. Пушкин узнал об этом в тот же день у себя дома от лейб-медика Арендта, который, уступая его настояниям, не скрывал истинного положения дел. Уже раненным Пушкин стрелял в Дантеса, легко ранив того.
Перед смертью Пушкин, приводя в порядок свои дела, обменивался записками с Николаем I. Записки передавали два человека:
- Василий Жуковский — поэт, на тот момент штатный наставник наследника престола, будущего императора Александра II[104].
- Николай Арендт — лейб-медик Николая I.

Поэт просил прощения за нарушение царского запрета на дуэли:

…жду царского слова, чтобы умереть спокойно…
Николай I:

Если Бог не велит нам уже свидеться на здешнем свете, посылаю тебе моё прощение и мой последний совет умереть христианином. О жене и детях не беспокойся, я беру их на свои руки.
— Считается, что эту записку передал Жуковский
Николай видел в Пушкине опасного «вождя вольнодумцев» (в этой связи были предприняты меры, чтобы отпевание и похороны прошли как можно более скромно) и впоследствии уверял, что «мы насилу довели его до смерти христианской», что не соответствовало действительности: ещё до получения царской записки поэт, узнав от врачей, что его рана смертельна, послал за священником, чтобы причаститься. 29 января (10 февраля), в пятницу, в 14:45 Пушкин скончался от перитонита.
Николай I выполнил обещания, данные поэту.

Распоряжение Государя:

1. Заплатить долги.

2. Заложенное имение отца очистить от долга.

3. Вдове пенсион и дочери по замужество.

4. Сыновей в пажи и по 1500 рублей на воспитание каждого по вступление на службу.

5. Сочинения издать на казённый счёт в пользу вдовы и детей.

6. Единовременно 10 000 рублей.
По желанию жены Пушкина положили в гроб не в камер-юнкерском мундире, а во фраке. Отпевание, назначенное в церкви Адмиралтейства, которую тогда называли Исаакиевским собором, по имени одного из приделов, было перенесено в Конюшенную церковь. Церемония происходила при большом стечении народа, в церковь пускали по пригласительным билетам.

Тут же, по обыкновению, были и нелепейшие распоряжения. Народ обманули: сказали, что Пушкина будут отпевать в Исаакиевском соборе, — так было означено и на билетах, а между тем тело было из квартиры вынесено ночью, тайком, и поставлено в Конюшенной церкви. В университете получено строгое предписание, чтобы профессора не отлучались от своих кафедр и студенты присутствовали бы на лекциях. Я не удержался и выразил попечителю своё прискорбие по этому поводу. Русские не могут оплакивать своего согражданина, сделавшего им честь своим существованием!— Из «Дневника» А. В. Никитенко

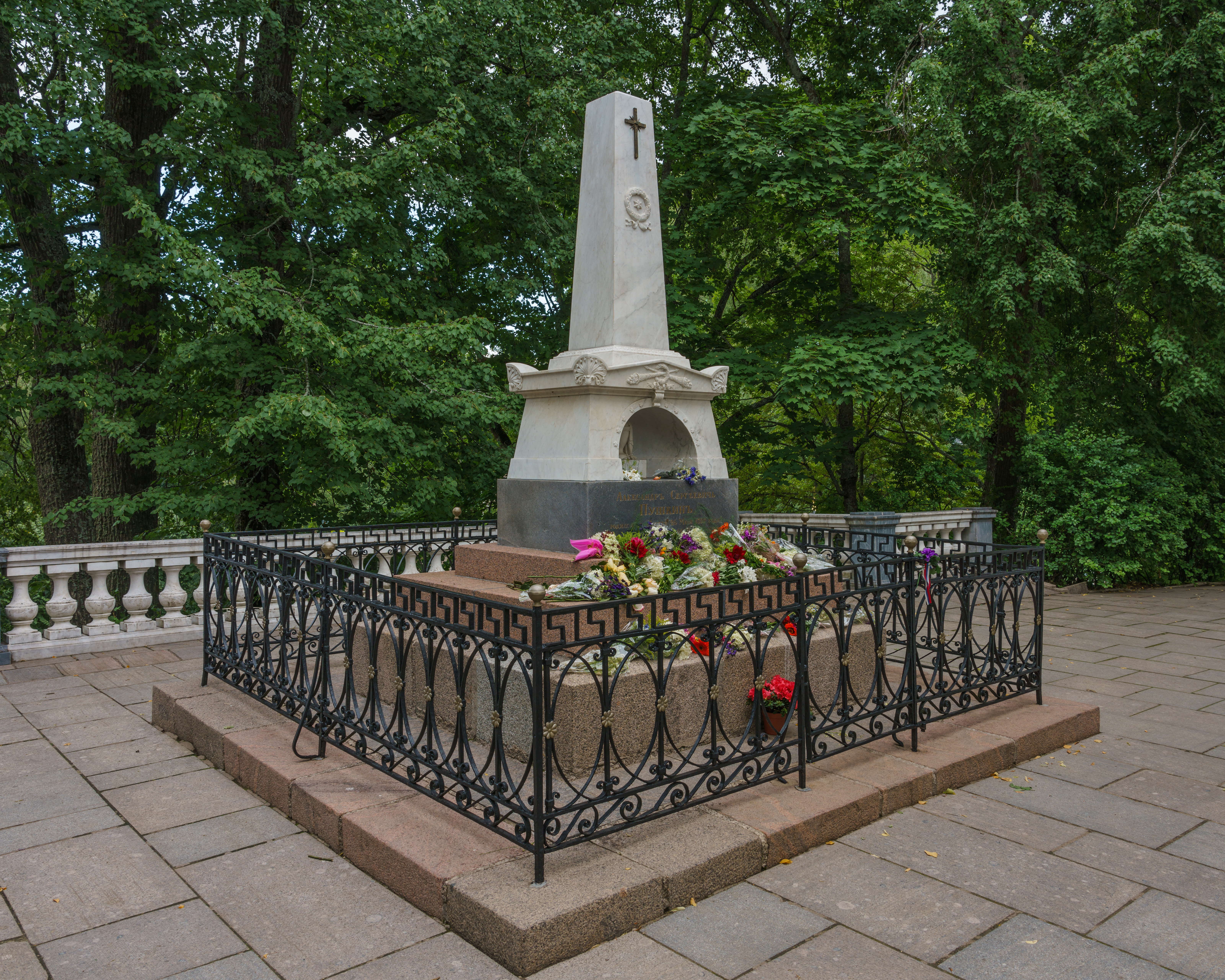
Могила Пушкина

После гроб спустили в подвал, где он находился до 3 февраля, до отправления во Псков. Сопровождал тело Пушкина А. И. Тургенев. В письме к губернатору Пскова А. Н. Пещурову статс-секретарь III Отделения А. Н. Мордвинов по поручению Бенкендорфа и императора указывал на необходимость запретить «всякое особенное изъявление, всякую встречу, одним словом всякую церемонию, кроме того, что обыкновенно по нашему церковному обряду исполняется при погребении тела дворянина». Александр Пушкин был похоронен на территории Святогорского монастыря Псковской губернии. В августе 1841 года по распоряжению Н. Н. Пушкиной на могиле установлено надгробие работы скульптора Александра Пермагорова (1786—1854).

### Потомки Пушкина
Из четырёх детей Пушкина только двое оставили потомство — Александр и Наталья. Потомки поэта живут сейчас по всему земному шару: в США, Англии, Германии, Бельгии. Около пятидесяти из них проживают в России, в том числе проживала Татьяна Ивановна Лукаш, прабабушка которой (внучка Пушкина) была замужем за внучатым племянником Гоголя. Татьяна жила в Клину до своей смерти в 2020 году.
Александр Александрович Пушкин — последний прямой потомок поэта по мужской линии, проживает в Бельгии.

## Внешность

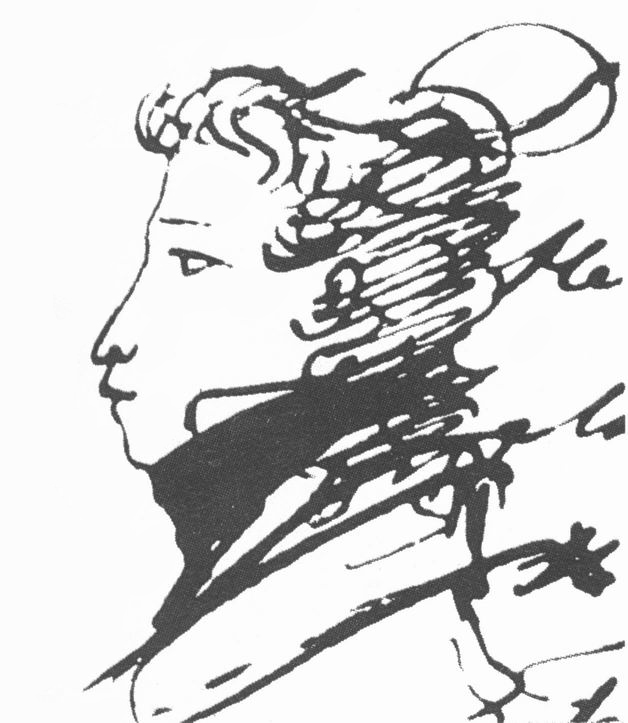
Автопортрет

О внешности Пушкина у современников сложились различные мнения. Знавшие поэта отмечали его небольшой рост, по словам родного брата: «Пушкин был собою дурён, но лицо его было выразительно и одушевлённо; ростом он был мал». Его рост был записан художником Григорием Чернецовым 15 апреля 1832 года на эскизе картины «Парад на Марсовом поле» и составлял 2 аршина и 5 с половиной вершков, то есть 166,7 см. Другие данные указывают на рост в 2 аршина и 4 вершка (около 160 см). Вяземский отмечал, что, бывая в свете, Пушкин не любил стоять около жены (рост Натальи Николаевны был 173 см) и «шутя говаривал, что ему подле неё быть унизительно: так мал был он в сравнении нею ростом». М. П. Погодин вспоминал о первой встрече с Пушкиным: «Ожидаемый нами величавый жрец высокого искусства — это был среднего роста, почти низенький человечек…». В большей степени отзывы о внешности Пушкина зависят от отношения к нему. В общепринятом понимании Пушкина никто не называл красивым, однако многие отмечали, что черты его лица делались прекрасными, когда становились отражением его одухотворённости. М. В. Юзефович особенно обращал внимание на глаза Пушкина, «в которых, казалось, отражалось всё прекрасное в природе». Л. П. Никольская, встретившая в 1833 году Пушкина на обеде у нижегородского губернатора, так описывает его:

«Немного смуглое лицо его было оригинально, но некрасиво: большой открытый лоб, длинный нос, толстые губы — вообще неправильные черты. Но что у него было великолепно — это тёмно-серые с синеватым отливом глаза — большие, ясные. Нельзя передать выражение этих глаз: какое-то жгучее, и при том ласкающее, приятное. Я никогда не видела лица более выразительного: умное, доброе, энергичное. <…> Он хорошо говорит: ах, сколько было ума и жизни в его неискусственной речи! А какой он весёлый, любезный, прелесть! Этот дурняшка мог нравиться…»

## Творчество Пушкина

### Литературная репутация и культурная роль Пушкина
Александр Сергеевич Пушкин имеет репутацию великого или величайшего русского поэта, в частности, так его именуют «Энциклопедический словарь Брокгауза и Ефрона», «Русский биографический словарь», «Литературная энциклопедия», энциклопедия «Кругосвет», «Британская энциклопедия» («greatest poet»). В филологии Пушкин рассматривается как создатель современного русского литературного языка (см. например, работы В. В. Виноградова), а «Краткая литературная энциклопедия» (автор статьи С. С. Аверинцев) говорит об эталонности его сочинений, подобно произведениям Данте в Италии или Гёте в Германии. Д. С. Лихачёв писал о Пушкине как о «нашем величайшем национальном достоянии».
Ещё при жизни поэта стали именовать гением, в том числе печатно. Со второй половины 1820-х годов он стал считаться «первым русским поэтом» (не только среди современников, но и русских поэтов всех времён), а вокруг его личности среди читателей сложился настоящий культ. С другой стороны, в 1830-е годы (после его поэмы «Полтава») было и некоторое охлаждение части читающей публики к Пушкину.
Владимир Одоевский в некрологе на смерть Пушкина дал ему образное определение: «Солнце нашей поэзии», которое стало крылатым выражением в форме: «Солнце русской поэзии». В статье «Несколько слов о Пушкине» (1830-е) Н. В. Гоголь писал, что «Пушкин есть явление чрезвычайное и, может быть, единственное явление русского духа: это русский человек в его развитии, в каком он, может быть, явится чрез двести лет». Критик и философ-западник В. Г. Белинский назвал Пушкина «первым поэтом-художником России». Ф. М. Достоевский отмечал, что «в „Онегине“, в этой бессмертной и недосягаемой поэме своей, Пушкин явился великим народным писателем, как до него никогда и никто» и говорил о «всемирности и всечеловечности его гения». Самую ёмкую характеристику предложил Аполлон Григорьев (1859): «А Пушкин — наше всё».

### Изучение Пушкина
Осмысление Пушкина в русской культуре делится на два направления — художественно-философское, эссеистическое, основателями которого были Николай Гоголь и Аполлон Григорьев (в этом ряду — многие русские писатели, включая Фёдора Достоевского, Марину Цветаеву и Александра Солженицына, и философы), и научное историко-биографическое, заложенное Павлом Анненковым и Петром Бартеневым. Расцвет научной пушкинистики в России начала XX века связан с созданием Пушкинского дома в 1905 году, Пушкинского семинария в 1908 году, появлением серийных публикаций о Пушкине. В советское время в условиях ограничений изучения идеологии Пушкина большое развитие получила пушкинская текстология и исследования его стиля. Ряд важных достижений связан с пушкинистикой за рубежом (Польша, Франция, США и др.), в том числе в русской эмиграции.

#### Обобщённое описание особенностей пушкинских ямбов
Б. В. Томашевским было проведено статистическое исследование достаточно большого числа пушкинских текстов. В результате было установлено, что между числом стоп (чётных слогов) в ямбе ({\displaystyle x}) и средним количеством пиррихиев в одной стихотворной строке ({\displaystyle y}) существует вполне определённое соответствие: 
Это значит, что количество пиррихиев прямо пропорционально числу чётных слогов в строке минус слог рифмующий, так как он не участвует в распределении пиррихиев.

### Отрицание значения творчества Пушкина
Публицист-«шестидесятник» и литературный критик Дмитрий Писарев отрицал значение творчества Пушкина для современности: «Пушкин пользуется своею художественною виртуозностью, как средством посвятить всю читающую Россию в печальные тайны своей внутренней пустоты, своей духовной нищеты и своего умственного бессилия». На той же позиции стояли и многие нигилисты 1860-х годов, такие как Максим Антонович и Варфоломей Зайцев.
Неоднозначно относился к Пушкину Лев Толстой, колеблясь от полного восхищения и следования до полного пренебрежения. Согласно дневнику А. В. Жиркевича, Толстой при встрече с ним в декабре 1890 года говорил:

Пушкин был, как киргиз… Пушкиным все до сих пор восхищаются. А вдумайтесь только в отрывок из его «Евгения Онегина», помещённый во всех хрестоматиях для детей: «Зима. Крестьянин, торжествуя…». Что ни строфа, то бессмыслица! …Это писал великий Пушкин, несомненно, умный человек, писал потому, что был молод и, как киргиз, пел вместо того, чтобы говорить:424.

В. Маяковский, Д. Бурлюк, В. Хлебников, А. Кручёных, Б. Лившиц призывали «Бросить Пушкина, Достоевского, Толстого и проч. и проч. с Парохода Современности» в манифесте футуристов 1912 года «Пощёчина общественному вкусу». Далее в манифесте говорилось: «Кто не забудет своей первой любви, не узнает последней» (парафраз слов Тютчева на смерть Пушкина: «Тебя, как первую любовь, России сердце не забудет»). В то же время самую высокую оценку творчеству Пушкина давали Иннокентий Анненский, Анна Ахматова, Марина Цветаева, Александр Блок.

### Произведения

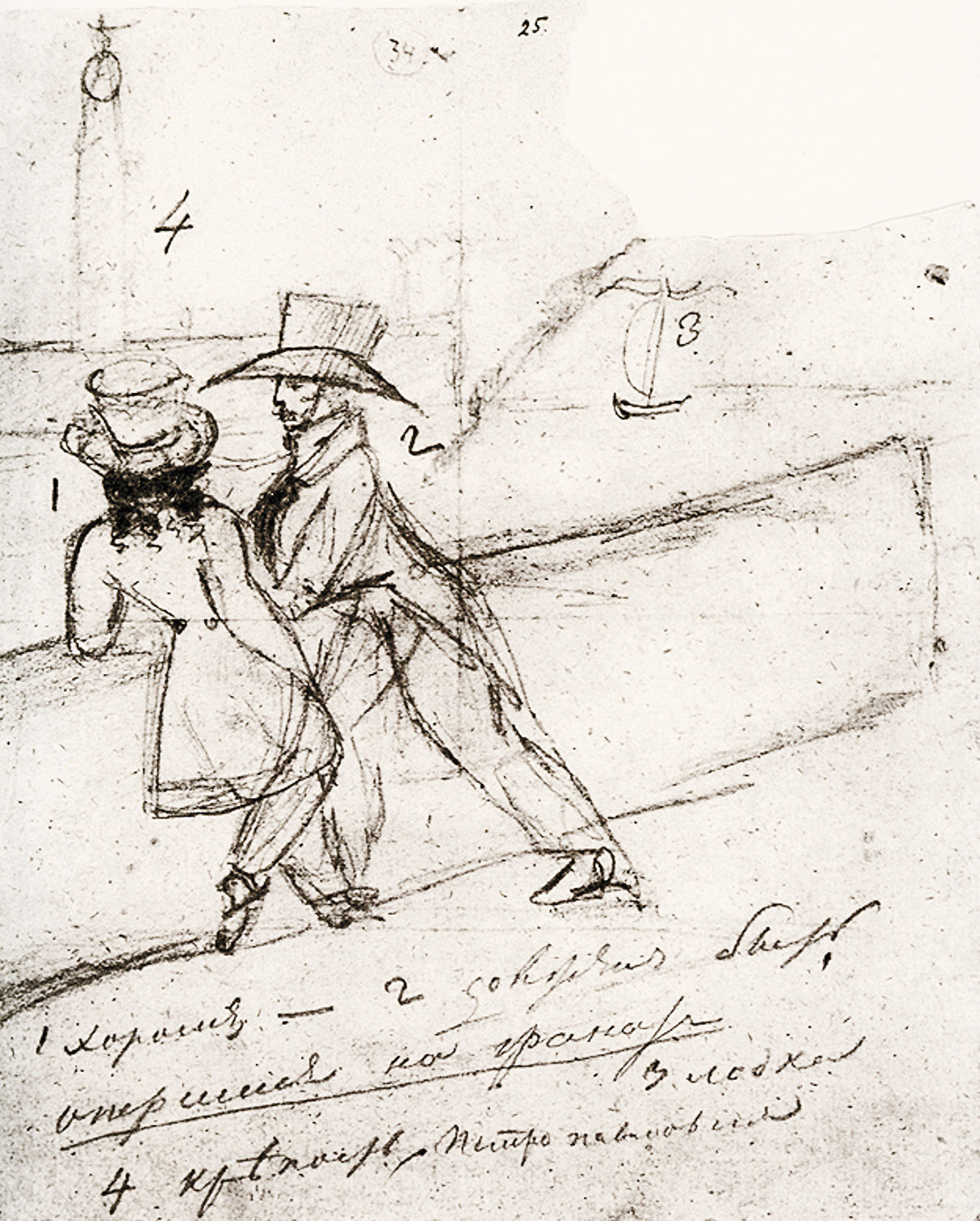
Автограф Пушкина — автопортрет с Онегиным на набережной Невы

Поэмы
1. Руслан и Людмила (1817—1820)
2. Кавказский пленник (1820—1821)
3. Гавриилиада (1821)
4. Вадим (1821—1822)
5. Братья разбойники (1821—1822)
6. Бахчисарайский фонтан (1821—1823)
7. Цыганы (1824)
8. Граф Нулин (1825)
9. Полтава (1828—1829)
10. Тазит (1829—1830)
11. Домик в Коломне (1830)
12. Езерский (1832)
13. Анджело (1833)
14. Медный всадник (1833)

Роман в стихах
- Евгений Онегин (1823—1832)

Драматические произведения
1. Борис Годунов (1825)
2. Маленькие трагедии (1830)
  1. Скупой рыцарь
  2. Моцарт и Сальери
  3. Каменный гость
  4. Пир во время чумы
3. Русалка (1829—1832)

Стихотворения
- 1813—1825 годов
- 1826—1836 годов[вд]

Проза
1. Арап Петра Великого (1827)
2. Роман в письмах (1829)
3. Повести покойного Ивана Петровича Белкина (1830)
  1. Выстрел
  2. Метель
  3. Гробовщик
  4. Станционный смотритель
  5. Барышня-крестьянка
4. История села Горюхина (1830)
5. Рославлев (1831)
6. Дубровский (1833)
7. Пиковая дама (1834)
8. История Пугачёва (1834)
9. Кирджали (1834)
10. Египетские ночи (1835)
11. Путешествие в Арзрум во время похода 1829 года (1835)
12. Капитанская дочка (1836)

Сказки
1. Жених (1825)
2. Сказка о попе и о работнике его Балде (1830)
3. Сказка о медведихе (1830—1831)
4. Сказка о царе Салтане, о сыне его славном и могучем богатыре князе Гвидоне Салтановиче и о прекрасной царевне лебеди (1831)
5. Сказка о рыбаке и рыбке (1833)
6. Сказка о мёртвой царевне и семи богатырях (1833)
7. Сказка о золотом петушке (1834)

### Собрания сочинений

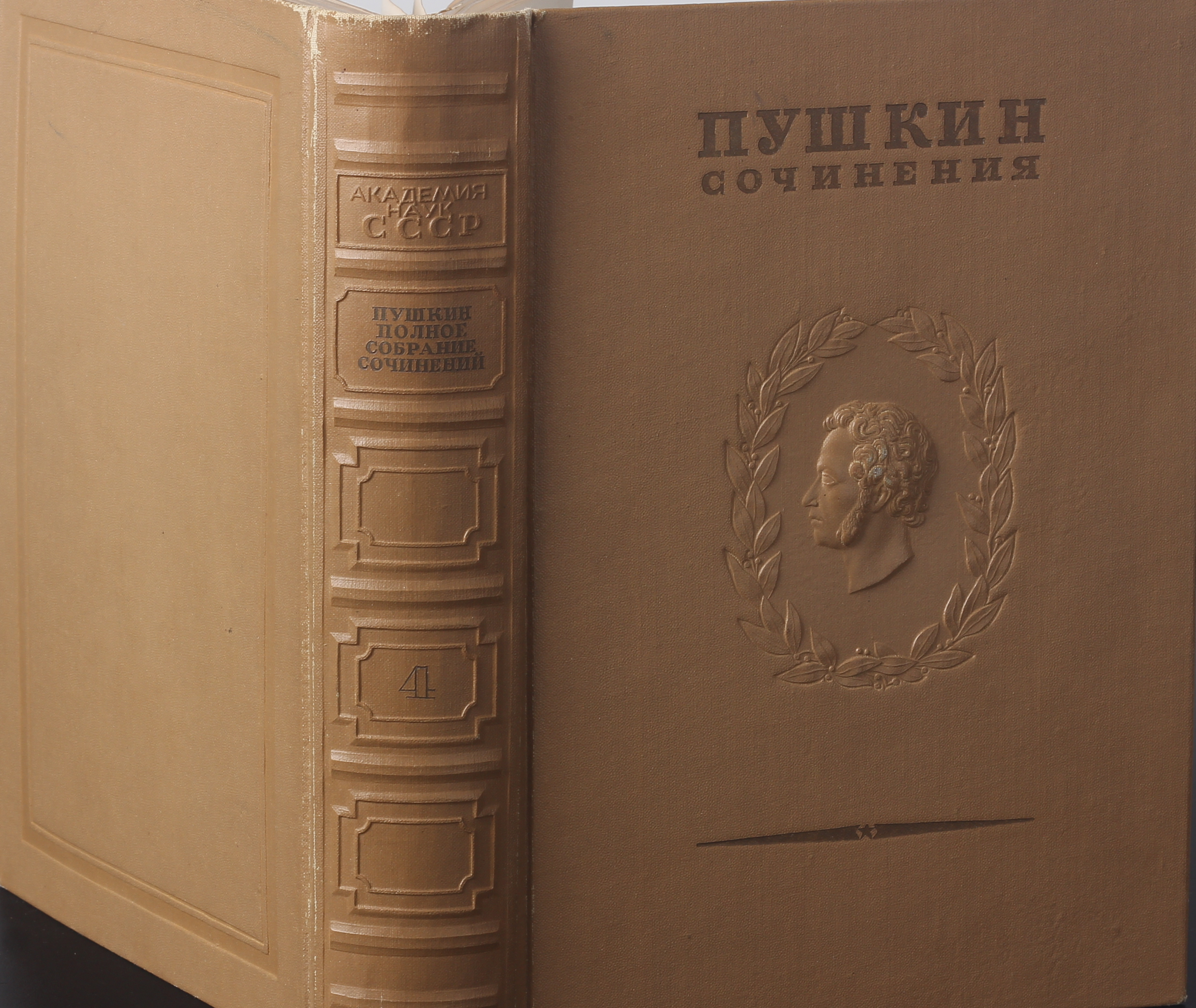
Полное академическое собрание сочинений Пушкина. Издание 1937 года

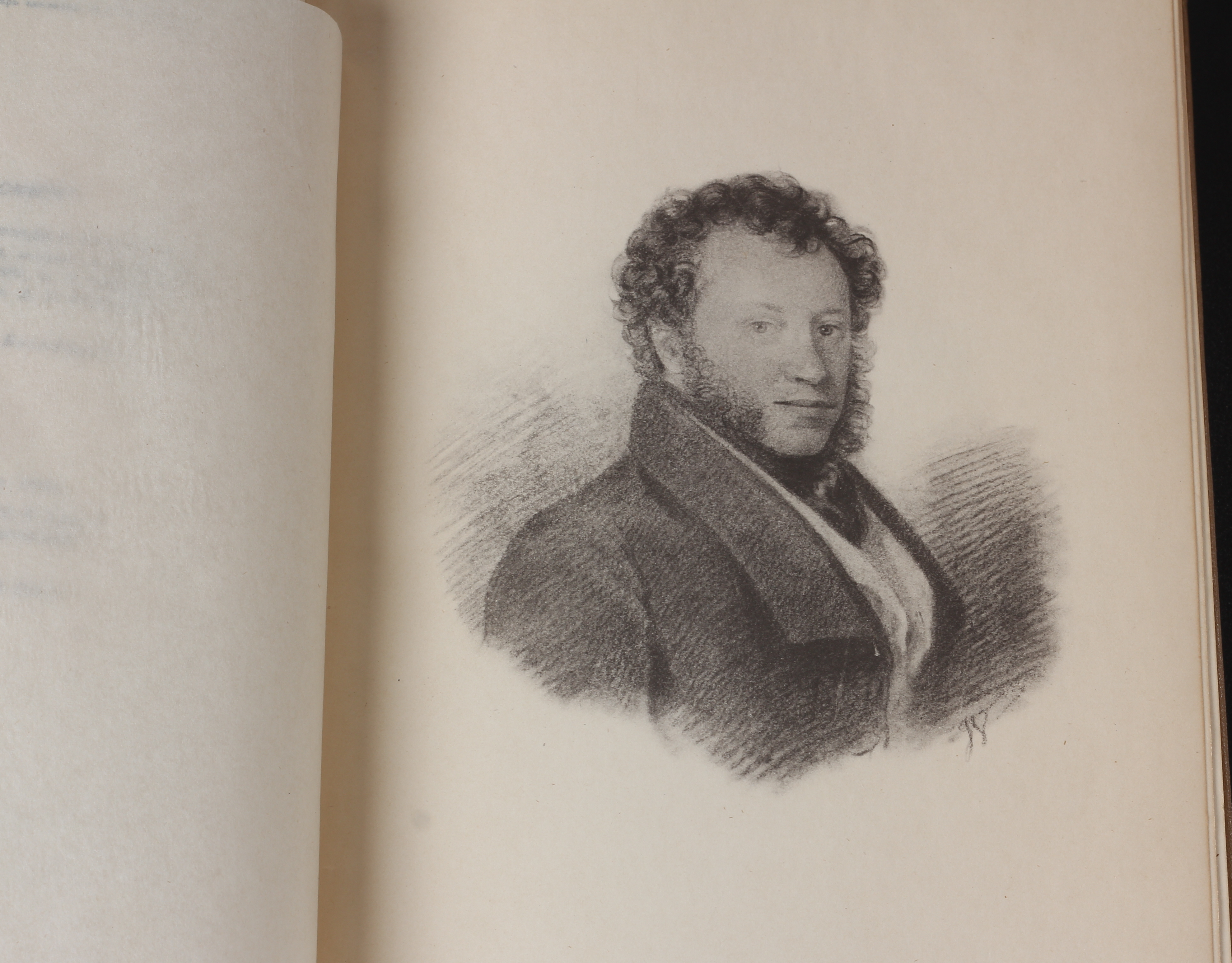
Портрет Пушкина в академическом издании 1937 года

Первое посмертное издание сочинений Пушкина (1838) в восьми томах, выпущенное в пользу наследников, включало лишь те произведения, которые были опубликованы при его жизни. Издание печаталось «под особым наблюдением министра Народного Просвещения», в ведомстве которого находилась цензура. По отклику С. А. Соболевского, оно вышло «скверно по милости Атрешкова». Были допущены многочисленные опечатки, поправки, пропуски, искажения текстов Пушкина; издание не было полным даже в заявленном объёме. В 1841 году вышли три дополнительных тома (9—11). К началу 1846 года это собрание сочинений практически всё было распродано.
Новое собрание сочинений задумывалось всего лишь как повторение издания 1838—1841 годов. Однако эти планы не осуществились. Зимой 1849—1850 года вдова поэта, к тому времени вышедшая замуж за Ланского, обратилась за советом по поводу нового издания к Павлу Анненкову. Анненков, получивший в своё распоряжение все рукописи Пушкина, хранившиеся у Ланской, поначалу не решался взяться за столь серьёзное дело. Уговорили его братья Иван и Фёдор, ознакомившиеся с бумагами. 21 мая 1851 года Ланская по договору передала И. В. Анненкову права на издание. Братья П. Анненкова настояли на том, чтобы он взял дело в свои руки. П. Анненков также пришёл к решению написать биографию поэта. Н. Добролюбов так откликнулся на появление собрания сочинений Пушкина 1855—1857 годов: «Русские <…> давно уже пламенно желали нового издания его сочинений, достойного его памяти, и встретили предприятие Анненкова с восхищением и благодарностью». Несмотря на все цензурные препятствия, Анненков осуществил первое критически подготовленное собрание сочинений Пушкина. Издание Анненкова с дополнениями и изменениями было дважды повторено Г. Н. Геннади (1859—1860, 1869—1871).
После 1887 года, когда истёк срок действия прав на произведения Пушкина для его наследников, появились разнообразные доступные издания, не имевшие, однако, важного научного значения. Наиболее полным из вышедших в начале XX века стало собрание сочинений Пушкина (1903—1906) под редакцией П. О. Морозова.
Выпуск Полного академического собрания сочинений Пушкина в шестнадцати томах был приурочен к столетней годовщине (1937) со дня смерти поэта, однако, по объективным причинам, работа над ним растянулась на многие годы. Это издание соединило труд всех виднейших учёных-пушкинистов того времени. Собрание сочинений в шестнадцати томах по настоящее время остаётся самым полным сводом произведений Пушкина, в научной литературе при цитировании пушкинских текстов принято ссылаться именно на него. В плане текстологических исследований собрание стало ориентиром для других академических изданий русских писателей. Тем не менее в это «Полное» издание не вошли тома с рисунками Пушкина и текстами, составившими сборник «Рукою Пушкина». Подробные комментарии к пушкинским текстам, задерживавшие, по мнению властей, всё издание, были опущены, что стало одним из самых главных недостатков шестнадцатитомника.

### Издания писем
В 1926 и 1928 годах вышли два тома издания писем Пушкина (1815—1830), осуществлённого Б. Л. Модзалевским. Третий том (1935, письма 1831—1833 годов) уже после смерти Модзалевского подготовил к печати его сын. Несомненная ценность трёхтомника писем заключается в сохранении пушкинской орфографии и пунктуации. Обширный комментарий к письмам представляет собой полноценную энциклопедию жизни и творчества Пушкина и пушкинской эпохи вообще. К недостаткам этого издания относится исключение из текстов писем ненормативной лексики. Издание 1969 года «А. С. Пушкин. Письма последних лет» (общая редакция Н. В. Измайлова) авторскую орфографию и пунктуацию не воспроизводит. До настоящего времени единственным изданием писем Пушкина, не содержащим купюр, является «Переписка» в трёх томах под редакцией В. И. Саитова (Императорская Академия Наук, 1906—1911). «Переписка» вышла небольшим количеством экземпляров и распространялась исключительно среди членов Академии.
В 2013 году издательство «Слово» осуществило репринтное издание «Переписки».

## Роль А. С. Пушкина в создании современного русского языка
В 1820—1830-х годах произошло формирование современного литературного русского языка. Его создателем признаётся Пушкин, а его произведения считаются энциклопедией образцов применения русского языка. Однако процесс выработки адекватной оценки роли Пушкина как создателя современного языка шёл довольно долго. Он потребовал накопления значительного объёма знаний о фактах и явлениях русского языка времени до Пушкина, эпохи Пушкина и после него, подробного анализа этих фактов, и соответствующего развития лингвистики русского языка, на что ушло около 120 лет. Ни в конце XIX века, ни в первое десятилетие XX века об этом речи не было. Даже в начале 40-х годов XX века не все разделяли взгляд на Пушкина как на основоположника современного русского литературного языка. Окончательным признанием такой роли Пушкина можно считать издание статьи известного исследователя русского языка В. В. Виноградова, которая так и называлась «А. С. Пушкин — основоположник русского литературного языка» (Известия академии наук СССР. Отделение литературы и языка, 1949, том VIII, вып. 3).
Вместе с этим новации А. С. Пушкина в области русского языка вошли в практику по историческим меркам очень быстро. Так, новшества в области морфологии и синтаксиса были зафиксированы А. Х. Востоковым в его «Русской грамматике», вышедшей уже в 1831 году и пережившей впоследствии 28 изданий, и сразу стали общеобязательной нормой.
Несмотря на существенные изменения, произошедшие в языке за почти двести лет, прошедшие со времени создания его крупнейших произведений, и явные стилистические различия языка Пушкина и современных писателей, система современного русского языка, его грамматический, фонетический и лексико-фразеологический строй в своём основном ядре остались и продолжают оставаться и развиваться в пределах тех норм, что сформировал Пушкин.

## Политические взгляды Пушкина
Александра Пушкина всегда интересовали политические вопросы. В молодости его взгляды были достаточно радикальными[уточнить], но после поражения восстания Ипсиланти в 1821 году, революций в Пьемонте и Неаполе в 1821 году, революции в Испании в 1823 году он разочаровался в революционных идеалах.
Находясь в ссылке в Михайловском, после подавления восстания декабристов Пушкин решил вступить с правительством в «лояльные, договорные отношения», чтобы вырваться из Михайловского, покончить с прошлым. По словам Георгия Федотова, написав стихотворение «Стансы», Пушкин заключил поэтический договор с Николаем I, предложив ему идеал Петра I.
Как отмечает Георгий Федотов, Пушкин всегда был «певцом империи». Он прославлял завоевание русскими Кавказа, во время польского восстания 1830—1831 годов написал проникнутые имперским пафосом стихотворения «Клеветникам России» и «Бородинская годовщина». По словам Федотова, «начало правды слишком часто в стихах поэта, как и в жизни государства — отступает перед обаянием торжествующей силы».
Георгий Федотов писал:

Консервативная, свободоненавистническая Россия окружала Пушкина в его последние годы; она создавала тот политический воздух, которым он дышал, в котором он порой задыхался. Свободолюбивая, но безгосударственная Россия рождается в те же тридцатые годы с кружком Герцена, с письмами Чаадаева. С весьма малой погрешностью можно утверждать: русская интеллигенция рождается в год смерти Пушкина. Вольнодумец, бунтарь, декабрист, — Пушкин ни в одно мгновение своей жизни не может быть поставлен в связь с этой замечательной исторической формацией — русской интеллигенцией. Всеми своими корнями он уходит в XVIII век, который им заканчивается.
Семён Франк называет «изумительным по исторической и духовной мудрости» письмо Александра Пушкина Петру Чаадаеву от октября 1836 года и особенно выделяет ту его часть, где Пушкин пишет о крайнем своём нежелании менять отечество и иметь другую русскую историю. Франк пишет:

Общим фундаментом политического мировоззрения Пушкина было национально-патриотическое умонастроение, оформленное как государственное сознание.

## Естественнонаучные взгляды Пушкина
Академик М. Алексеев в труде «Пушкин и наука его времени» говорил о необходимости изучать вопрос об отношении Пушкина к естественным наукам. Пушкин, по мнению Алексеева, верил в науку и был далёк от односторонних положительных или отрицательных её оценок. Пушкин следил за развитием науки, о чём свидетельствуют, например, его слова в предисловии к изданию восьмой и девятой глав «Евгения Онегина»: «…открытия великих представителей старинной астрономии, физики, медицины и философии состарились и каждый день заменяются другими».
Во время учёбы в Царскосельском лицее Пушкин, как и другие лицеисты (Илличевский, Корф, Дельвиг), противопоставлял науку поэзии, но в «Отрывках из писем, мыслей и замечаний» (1827) он уже утверждал, что вдохновение требуется как в поэзии, так и в геометрии. Алексеев находит сходство этого утверждения с произнесённой в 1826 году речью Н. Лобачевского о воображаемой геометрии. Примером разрешения конфликта науки и поэзии Пушкин считал творчество М. Ломоносова, который, по словам Пушкина, «обнял все отрасли просвещения»: историю, риторику, химию, минералогию, поэзию.
Пушкин интересовался астрономией: в частности, в его библиотеке находилась книга английского астронома Д. Гершеля. К фрагменту о недвижной земле в своих «Подражаниях Корану» (1824) Пушкин добавил примечание: «Плохая физика; но зато какая смелая поэзия!». Этой же теме посвящена эпиграмма «Движение» («Движенья нет, сказал мудрец брадатый…»; 1825), в которой Пушкин, по предположению Алексеева, полемизирует с идеалистической философией В. Одоевского и изображает историю европейской науки от античности до Возрождения.
Пушкин был знаком с изобретателем электромагнитного телеграфа П. Шиллингом, и с этим знакомством может быть связано появление отрывка «О сколько нам открытий чудных…» (1829), в котором проявилась вера в автора в могущество разума и который, по словам академика С. Вавилова, «свидетельствует о проникновенном понимании Пушкиным методов научного творчества». Упоминание вечного двигателя в «Сценах из рыцарских времён» (1835) может быть связано с сообщениями об изобретении электродвигателя, который в 1834 году создал Б. Якоби. В повести «Пиковая дама» упоминается гальванизм, под которым тогда понимался электрический ток, а также «Монгольфьеров шар и Месмеров магнетизм», которые вспоминаются главному герою, по профессии инженеру, при взгляде на комнату графини. В «Евгении Онегине» (7, XXXIII) говорится о «философических таблицах», то есть о книге французского математика Ш. Дюпена «Производительные и торговые силы Франции» (1827), в которой приводятся статистические таблицы, показывающие данные об экономике различных европейских государств.
Хотя Пушкин не дожил до открытия первой железной дороги в России, и эта тема не отразилась в его поэзии, но он собирался печатать в своём журнале статью инженера М. Волкова в защиту строительства железных дорог. Сам Пушкин в письме Одоевскому сделал «смелое техническое предложение» о необходимости создания машины для очистки железных дорог от снега, то есть механического снегоочистителя.

## Социально-экономические взгляды Пушкина
В Царскосельском лицее либерально настроенный профессор, выпускник Гетингентского университета А. П. Куницын обучал лицеистов политической экономии.
В «Евгении Онегине» неоднократно затронуты экономические вопросы. В строфе об Адаме Смите говорится о различиях экономической теории Адама Смита и меркантилистов. На эту строфу есть ссылка в работе К. Маркса «К критике политической экономии». В строфе с описанием кабинета Евгения Онегина упомянуты торговые пути через Балтийское море и основные предметы экспорта (лес и сало) и импорта (предметы роскоши) России пушкинского времени. В другой строфе упоминаются экономисты Сей и Бентам. В описании деятельности Евгения Онегина в деревне говорится о замене барщины на оброк.
В стихотворении «Деревня» осуждается барщина, как самая варварская и экономически неэффективная форма эксплуатации подневольного труда. В 1826 году Пушкин написал записку царю «О народном воспитании», посвящённую улучшению системы образования молодых дворян. В ней упоминаются имена экономистов Сея и Сисмонди. В повести «Пиковая дама» затронута тема развития новых, буржуазных общественных отношений, c их алчностью и жаждой быстрого обогащения. В «Скупом рыцаре» рассматривается тип докапиталистического собирателя сокровищ.

## Пушкин в культуре и искусстве

### Музыкальный театр
- 16 декабря 1821 — «Руслан и Людмила, или Низвержение Черномора, злого волшебника», балет А. П. Глушковского на музыку Ф. Е. Шольца, Театр на Моховой, Москва (имя Пушкина не указывалось).
- 15 января 1823 — «Кавказский пленник, или Тень невесты», балет Ш. Дидло на музыку К. Кавоса, Большой театр, Санкт-Петербург[180].
- 23 апреля 1825 — «Финн», волшебная комедия в стихах в 3 частях с прологом А. А. Шаховского, по поэме А. С. Пушкина «Руслан и Людмила», в бенефис А. Т. Сабуровой и А. М. Сабурова, Большой театр, Москва[181].
- 11 декабря 1831 — «Чёрная шаль, или Наказанная неверность», одноактный балет на сборную музыку различных композиторов по стихотворению А. С. Пушкина «Чёрная шаль»[180]. Сценарист, балетмейстер, автор музыкальной обработки А. П. Глушковский, художник И. Браун, дирижёр Д. П. Карасёв; исполнители: Муруз — Н. А. Пешков, Олимпия — Т. И. Глушковская, Аспазия — Ф. Гюллень-Сор, Зеида — Е. И. Лобанова, Вахан — Ж. Ришар[182], Большой театр, Москва.
- 1842 — «Руслан и Людмила», опера М. И. Глинки.
- 1850 — «Пиковая дама» (фр. La Dame de Pique), опера Ф. Галеви.
- 1856 — «Русалка», опера А. С. Даргомыжского.
- 1858 — «Кавказский пленник», опера Ц. Кюи.
- 1867 — «Золотая рыбка», балет А. Сен-Леона на музыку Л. Минкуса, Большой театр, Санкт-Петербург[180].
- 1868 — «Каменный гость», опера А. С. Даргомыжского.
- 1869 — «Борис Годунов», опера М. П. Мусоргского.
- 1878 — «Евгений Онегин», опера П. И. Чайковского.
- 1883 — «Мазепа», опера П. И. Чайковского.
- 1891 — «Пиковая дама», опера П. И. Чайковского.
- 1892 — «Алеко», опера С. В. Рахманинова.
- 1896 — «Дубровский», опера Э. Ф. Направника.
- 1897 — «Моцарт и Сальери», опера Н. А. Римского-Корсакова.
- 1900 — «Египетские ночи», балет А. С. Аренского[180].
- 1900 — «Сказка о царе Салтане», опера Н. А. Римского-Корсакова.
- 1900 — «Пир во время чумы», опера Ц. Кюи.
- 1903 — «Скупой рыцарь», опера С. В. Рахманинова.
- 1908 — «Золотой петушок», опера Н. А. Римского-Корсакова[183].
- 1909 — «Капитанская дочка», опера Ц. Кюи.
- 1922 — «Мавра», комическая опера в одном действии И. Ф. Стравинского, либретто Б. Кохно по поэме «Домик в Коломне».
- 1934 — «Бахчисарайский фонтан», балет Б. В. Асафьева в постановке Р. В. Захарова, Театр им. Кирова, Ленинград.
- 1937 — «Золотой петушок», балет М. М. Фокина на музыку Н. А. Римского-Корсакова[180].
- 1937 — «Золотая рыбка», балет М. М. Мордкина на музыку сюиты Н. Н. Черепнина, «Мордкин балле», Нью-Йорк.
- 1938 — «Кавказский пленник», балет Б. В. Асафьева в постановке Л. М. Лавровского (Театр им. Кирова, Ленинград) и Р. В. Захарова (Большой театр, Москва).
- 1940 — «Сказка о попе и о работнике его Балде», балет М. И. Чулаки[180].
- 1940 — «Граф Нулин», балет Б. В. Асафьева.
- 1943 — «Гробовщик», балет Б. В. Асафьева[180].
- 1946 — «Каменный гость», балет Б. В. Асафьева.
- 1946 — «Барышня-крестьянка», балет Б. В. Асафьева в постановке Р. В. Захарова, Большой театр, Москва.
- 1949 — «Медный всадник», балет Р. М. Глиэра в постановке Р. В. Захарова, Театр им. Кирова, Ленинград.
- 1949 — «Сказка о мёртвой царевне и семи богатырях», балет на музыку А. К. Лядова[180].
- 1953 — «Золотая рыбка», балет М. Логара.
- 1971 — «Скупой барон», опера Я. Наполи.
- 1982 — «Пир во время чумы», опера А. А. Николаева.
- 1983 — «Граф Нулин», опера А. А. Николаева.
- 1984 — «Золотая рыбка», сатирическая опера Д. Христова.
- 1984 — «Дубровский», опера В. Г. Кикты.
- 1997 — «Царь Никита и его сорок дочерей», камерная опера А. В. Чайковского.

### В камерной музыке
К стихам Пушкина писали музыку многие композиторы:
- А. А. Александров: романсы на стихи Пушкина.
- А. А. Алябьев, автор романсов на стихи: «Я вас любил», «Увы, зачем она блистает», «Черкесская песня», «Зимняя дорога» и др.
- А. С. Даргомыжский: романсы на стихи Пушкина.
- С. Р. Зубковский: 10 романсов на стихи Пушкина: «Бог помочь вам, друзья мои…»; «Брожу ли я вдоль улиц шумных»; «Буря»; «Гречанке»; «Дар напрасный, дар случайный»; «Если жизнь тебя обманет»; «Зимняя дорога»; «Няне»; «Птичка божия не знает…»; «Пью за здравие Мери».
- Ц. А. Кюи: романсы на стихи Пушкина.
- П. П. Подковыров: романсы
- Г. В. Свиридов, автор 6 романсов на стихи А.Пушкина (1935); Музыкальных иллюстраций к экранизации повести «Метель» (1964), куда входит цикл песен на слова Пушкина; Оратории «Декабристы» на слова А. С. Пушкина и поэтов-декабристов (1954—1955, не окончена).
- И. И. Шварц написал два романса на стихи А. С. Пушкина для фильма «Станционный смотритель» (1972).

### Экранизации
- 1907 — Борис Годунов (Российская империя). Режиссёр И. Шувалов (фильм не сохранился)
- 1909 — Мазепа (Российская империя) Режиссёр Василий Гончаров (по поэме «Полтава» и либретто оперы Петра Чайковского «Мазепа»)
- 1909 / 1910 — Бахчисарайский фонтан (Российская империя). Режиссёр Яков Протозанов (дебют в кино)
- 1910 — Русалка (Российская империя). Режиссёр Василий Гончаров
- 1910 — Пиковая дама (Российская империя) Режиссёр Пётр Чардынин (по повести «Пиковая дама» и либретто оперы Петра Чайковского «Пиковая дама»)
- 1911 — Евгений Онегин (Российская империя) Режиссёр Василий Гончаров (по роману в стихах «Евгений Онегин» и либретто оперы Петра Чайковского «Евгений Онегин»)
- 1911 — Барышня-крестьянка (Российская империя). Режиссёр Пётр Чардынин
- 1913 — Домик в Коломне (Российская империя). Режиссёр Пётр Чардынин
- 1912 — Братья-разбойники (Российская империя) Режиссёр Василий Гончаров
- 1914 — Сказка о спящей царевне и семи богатырях (Российская империя). Режиссёр Пётр Чардынин
- 1914 — Руслан и Людмила (Российская империя). Режиссёр Владислав Старкевич
- 1914 — Симфония любви и смерти (Российская империя) Режиссёры Виктор Туржанский, С. Юрьев (по пьесе «Моцарт и Сальери»)
- 1915 — Евгений Онегин звуковой (граммофонный). В роли Онегина А. М. Давыдов
- 1915 — Евгений Онегин звуковой (граммофонный). В роли Онегина М. И. Иванцев
- 1916 — Пиковая дама (Российская империя). Режиссёр Яков Протозанов
- 1916 — Барышня-крестьянка (Российская империя) Режиссёры Ольга Преображенская (режиссёрский дебют в кино), Владимир Гардин
- 1918 — Пиковая дама[нем.] (Германия) Режиссёр Артур Веллин[нем.]
- 1918 — Станционный смотритель (Россия). Режиссёр Александр Ивановский
- 1918 — Метель (Россия). Режиссёр Николай Маликов
- 1921 — Дубровский, атаман разбойников/Dubrowsky, der Räuber Ataman (Германия). Режиссёр Пётр Чардынин
- 1925 — Коллежский регистратор (СССР) (по повести «Станционный смотритель»). Режиссёры Иван Москвин, Юрий Желябужский
- 1925 — Орёл/The Eagle (США) Режиссёр Кларенс Браун (по роману «Дубровский)»
- 1927 — Пиковая дама/Pique Dame (Германия). Режиссёр Александр Разумный
- 1928 — Капитанская дочка Другое название: Гвардии сержант (СССР). Режиссёр Юрий Тарич
- 1930 — Сказка о попе и работнике его Балде (анимационный, не закончен) (СССР), режиссёр Михаил Цехановский
- 1933 — Волга в огне, режиссёр Вячеслав Туржанский (Франция, Чехословакия) (по роману «Капитанская дочка»).
- 1936 — Дубровский (СССР) Режиссёр Александр Ивановский
- 1937 — Путешествие в Арзрум (СССР). Режиссёры Моисей Левин, Борис Медведев
- 1937 — Пиковая дама (Франция). Режиссёр Фёдор Оцеп
- 1937 — Сказка о рыбаке и рыбке (мультфильм) (СССР). Режиссёр Александр Птушко
- 1938 — «Ностальгия»/Nostalgie (Франция) Режиссёр Виктор Туржанский (по мотивам «Станционного смотрителя»)
- 1938 — Руслан и Людмила (СССР). Режиссёры Иван Никитченко, Виктор Невежин
- 1939 — Выстрелы[фр.] (Франция). Режиссёр Рене Барберис[фр.]
- 1940 — Почтмейстер (Германия). Режиссёр Густав Учицки (по повести «Станционный смотритель»
- 1940 — Сказка о попе и его работнике Балде (мультфильм) (СССР). Режиссёр Пантелеймон Сазонов
- 1942 — Выстрел[итал.] (Италия). Режиссёр Ренато Кастеллани
- 1943 — Сказка о царе Салтане (мультфильм) (СССР). Режиссёры Татьяна Басманова, Валентина Брумберг, Зинаида Брумберг
- 1946 — Крест любви[фин.] (Финляндия). Режиссёр Теуво Тулио (по повести «Станционный смотритель»)
- 1946 — Чёрный орёл/Aquila nera (Италия). Режиссёр Рикардо Фреда (по роману «Дубровский»)
- 1947 — Капитанская дочка/La figlia del capitano (Италия). Режиссёр Марио Камерини
- 1949 — Пиковая Дама (Великобритания) Режиссёр Торолд Дикинсон[англ.]
- 1949 — Пиковая дама/The Queen of Spades (ТВ) (Великобритания). Режиссёр Джон Глин-Джонс[англ.]
- 1949 — На пути к бездне/Uçuruma dogru (Турция). Режиссёр Садан Камил[тур.] (по повести «Станционный смотритель»)
- 1950 — Сказка о рыбаке и рыбке (мультфильм) (СССР). Режиссёр Михаил Цехановский
- 1950 — Пиковая дама/Queen of Spades (ТВ) (США) (сериал The Chevrolet Tele-Theatre)
- 1951 — Сказка о мёртвой царевне и о семи богатырях (мультфильм) (СССР). Режиссёр Иван Иванов-Вано)
- 1953 — Алеко (фильм-опера) (СССР). Режиссёры Григорий Рошаль, Сергей Сиделёв (фильм снят по опере Сергея Рахманинова «Алеко», созданной по поэме А. С. Пушкина «Цыганы».
- 1954 — Борис Годунов (СССР) (по драме «Борис Годунов» и одноимённой опере Модеста Мусоргского. Режиссёр Вера Строева
- 1955 — Дуня[нем.] (Австрия). Режиссёр Йозеф фон Баки. (По повести «Станционный смотритель»)
- 1956 — Сказка о попе и о работнике его Балде (мультфильм). Режиссёр Анатолий Каранович
- 1957 — Моцарт и Сальери (ТВ) режиссёр Мераб Джалиашвили
- 1958 — Моцарт и Сальери (СССР). Режиссёр Н. Игнатова
- 1958 — Евгений Онегин (СССР). Режиссёр Роман Тихомиров (Фильм снят по одноимённому роману в стихах А. С. Пушкина и опере П. И. Чайковского).
- 1958 — Пиковая дама/La dame de pique (ТВ) (Франция). Режиссёр Стеллио Лоренци[фр.]
- 1958 — Капитанская дочка (СССР). Режиссёр Владимир Каплуновский
- 1958 — Буря[англ.] (Италия, Франция, Югославия). Режиссёр Альберто Латтуада (по роману «Капитанская дочка»)
- 1960 — Пиковая дама (СССР). Режиссёр Роман Тихомиров (Фильм снят по одноимённой повести Александра Пушкина и опере Петра Ильича Чайковского.)
- 1961 — Театр для юношества: Дубровский/Le Théâtre de la jeunesse: Doubrovsky (ТВ) (Франция). Режиссёр Ален Боде[фр.]
- 1961 — Что хорошего в жизни/Pa' qué me sirve la vida (Мексика) (мюзикл по роману «Дубровский»). Режиссёр Хайме Сальвадор[англ.]
- 1961 — Дубровский (ТВ) (СССР). режиссёр Виталий Головин (фильм снят по опере Эдуарда Направника "Дубровский, созданной по одноимённому роману А. С. Пушкина)
- 1962 — Моцарт и Сальери. Режиссёр Владимир Гориккер (фильм снят по одноимённой опере Николая Римского-Корсакова, созданной по пьесе А. С. Пушкина)
- 1963 — Евгений Онегин/Eugen Onegin (ТВ) (ФРГ). Режиссёр Рудольф Хартманн[нем.] (фильм снят по опере Петра Чайковского «Евгений Онегин»)
- 1964 — Метель (СССР). Режиссёр Владимир Басов
- 1965 — Капитанская дочка/La figlia del capitano (мини-сериал) (Италия). Режиссёр Леонардо Кортезе
- 1965 — Почтмейстер/De postmeester (ТВ) (Нидерланды). Режиссёр Пол Пауэлс (по повести Станционный смотритель)
- 1965 — Пиковая дама. Режиссёр Леонард Кейжель[фр.]
- 1965 — Несостоявшаяся дуэль (ТВ) (Польша). Режиссёр Ежи Антчак
- 1966 — Сказка о царе Салтане (мультфильм) (СССР) Режиссёр Александр Птушко
- 1966 — Выстрел (СССР) Режиссёр Наум Трахтенберг
- 1967 — Каменный гость (фильм-опера) (СССР) Режиссёр Владимир Гориккер (По одноимённой опере А. А. Даргомыжского на сюжет трагедии А. С. Пушкина.)
- 1967 — Сказка о золотом петушке (мультфильм) (СССР). Режиссёр Александра Снежко-Блоцкая)
- 1970 — Барышня-крестьянка (ТВ) (СССР) Режиссёр Дина Лукова
- 1971 — Русалка (фильм-опера) (СССР). Режиссёры Г. Мячина, Викентий Серков (Опера А. С. Даргомыжского по одноимённому произведению А. С. Пушкина)
- 1972 — Евгений Онегин/Eugen Onegin (ТВ) (ФРГ) Режиссёр Вацлав Каслик[чеш.] (фильм снят по опере Петра Чайковского «Евгений Онегин»)
- 1972 — Руслан и Людмила (СССР). Режиссёр Александр Птушко
- 1972 — Станционный смотритель (ТВ) (СССР). Режиссёр Сергей Соловьёв
- 1972 — Пиковая дама/Dama pikowa (ТВ) (Польша). Режиссёр Януш Моргенштерн
- 1972 — И дождь смывает все следы/Und der Regen verwischt jede Spur (ФРГ), (Франция). Режиссёр Альфред Форер (по мотивам повести «Метель» А. С. Пушкина)
- 1973 — Сказка о попе и о работнике его Балде (мультфильм) (СССР). Режиссёр Инесса Ковалевская
- 1973 — Сенсуэла[фин.] (Финляндия). Режиссёр Теуво Тулио (по мотивам повести «Станционный смотритель»)
- 1976 — Сказ про то, как царь Пётр арапа женил (СССР). Режиссёр Александр Митта (по мотивам романа «Арап Петра Великого»)
- 1977 — Я к вам лечу воспоминаньем… (мультфильм) (СССР) Режиссёр Андрей Хржановский (Фильм по рисункам и рукописям А. С. Пушкина.)
- 1978 — Евгений Онегин/Jevgeni Onegin (ТВ) (Финляндия). Режиссёр Ханну Хейкинеймо[фин.] (по опере П. И. Чайковского)
- 1979 — Бал (ТВ) (СССР) Режиссёр Дина Лукова (По мотивам произведений А. С. Пушкина «Рославлев», «Повести И. П. Белкина», «Мы проводили вечер на даче…», «Роман в письмах», «Дуэль»)
- 1979 — Маленькие трагедии (СССР) Режиссёр Михаил Швейцер (Телесериал. Экранизация произведений А. С. Пушкина: «Сцена из Фауста», «Египетские ночи», «Моцарт и Сальери», «Скупой рыцарь», «Каменный гость», «Пир во время чумы», «Гости съезжались на дачу…», «На углу маленькой площади…», «Мы проводили вечер на даче…»)
- 1979 — Осенние колокола (СССР). Режиссёр Владимир Горрикер (Музыкальный фильм-фантазия на сюжет сказки А. С. Пушкина «Сказка о мёртвой царевне и семи богатырях»)
- 1980 — Борис Годунов/Boris Godounov (ТВ) (Франция). Режиссёр Дирк Сандерс[фр.] (фильм снят по одноимённой опере М. П. Мусоргского)
- 1980 — Дуня/Dunja (Югославия). Режиссёр Кресо Сидик (по мотивам повести Александра Сергеевича Пушкина «Станционный смотритель»)
- 1980 — И с вами снова я (мультфильм) (СССР). Режиссёр Андрей Хржановский (по рисункам, стихотворениям и письмам Пушкина.)
- 1981 — Пиковая дама/Pique Dame (ТВ) (ФРГ) (по опере П. И. Чайковского)
- 1982 — Пиковая дама (СССР) Режиссёр Игорь Масленников
- 1982 — Осень (СССР). Режиссёр Андрей Хржановский (по рисункам и текстам Пушкина)
- 1983 — Пиковая дама (видео) (СССР), (по опере П. И. Чайковского)
- 1984 — Сказка о царе Салтане (мультфильм) (СССР). Режиссёры Иван Иванов-Вано, Лев Мильчин
- 1984 — Евгений Онегин/Evgeniy Onegin (США) (по опере П. И. Чайковского). Режиссёр Кирк Браунинг[англ.]
- 1986 — Борис Годунов (СССР, Польша, Чехословакия, ГДР). Режиссёр Сергей Бондарчук
- 1986 — Онегин/Onegin (Канада) Режиссёр Норман Кэмпбелл (фильм-балет на музыку П. И. Чайковского)
- 1986 — Легенда о Сальери (мультфильм) (СССР). Режиссёр Вадим Курчевский
- 1986 — Сказка о рыбаке и рыбке/O rybári a rybce (мультфильм) (ТВ), (Чехословакия). Режиссёр Власта Янечкова[англ.]
- 1987 — Борис Годунов (СССР). Режиссёр Борис Небиеридзе. (по опере П. И. Чайковского).
- 1987 — Борис Годунов (ТВ) (Великобритания, СССР). Режиссёр Дерек Бэйли (фильм-опера П. И. Чайковского)
- 1988 — Благородный разбойник Владимир Дубровский (мини-сериал) (СССР). Режиссёр Вячеслав Никифоров
- 1988 — Евгений Онегин/Eugene Onegin (ФРГ, Чехословакия, Франция, Великобритания, Австрия). Режиссёр Пётр Вейгл (по опере П. И. Чайковского).
- 1988 — Эти… три верные карты… (СССР, реж. Александр Орлов, по повести «Пиковая дама»).
- 1989 — Борис Годунов/Boris Godounov (Франция, Испания, Югославия). Режиссёр Анджей Жулавский (Фильм-опера, в основу которого легла вторая редакция оперы, созданная М. П. Мусоргским в 1872 году).
- 1990 — Борис Годунов/Boris Godunov (ТВ) (Великобритания). Режиссёры Андрей Тарковский, Хамфри Бертон[англ.]. Дирижёр — Валерий Гергиев, (видеозапись Мариинского (Кировского) театра) (Фильм-опера, в основу которого легла вторая редакция оперы, созданная М. П. Мусоргским в 1872 году).
- 1992 — Пиковая дама/Pique Dame (ТВ) (Великобритания). Режиссёр Питер Маниура (фильм-опера П. И. Чайковского)
- 1993 — Мне скучно, бес (Россия) Режиссёр Юрий борисов (по произведению «Сцена из Фауста», а также произведениям Иоганна Вольфганга фон Гёте и Томаса Манна)
- 1994 — Евгений Онегин/Yevgeny Onyegin (ТВ) (Великобритания). Режиссёр Хамфри Бертон[англ.]. (фильм-опера П. И. Чайковского)
- 1995 — Барышня-крестьянка (Россия). Режиссёр Алексей Сахаров
- 1996 — Руслан и Людмила/Ruslan and Lyudmila (Великобритания, Япония). Режиссёр Ганс Хульшер (фильм снят по одноимённой опере Михаила Глинки)
- 1996 — Мазепа (ТВ) (Германия). Режиссёр Брайан Лардж[англ.]. Фильм снят по мотивам поэмы «Полтава».
- 1999 — Пиковая дама (ТВ) (США) Режиссёр Брайан Лардж[англ.]. Экранизация оперы П. И. Чайковского
- 1999 — Русский бунт (Россия, реж. Александр Прошкин, по мотивам повести «Капитанская дочка»)
- 1999 — 2000 — Онегин (Великобритания, США) Реж. Марта Файнс
- 2002 — Евгений Онегин (ТВ) (Франция). Реж. Дон Кент[фр.] (экранизация оперы П. И. Чайковского)
- 2002 — Пиковая дама (ТВ) (Нидерланды, Япония, Франция). Режиссёр Брайан Лардж[англ.]. Экранизация оперы П. И. Чайковского
- 2002 — О рыбаке и рыбке (мультфильм) (Россия). Режиссёр Наталья Добижа
- 2004 — Борис Годунов (США) Режиссёр Хави Бове. Экранизация оперы П. И. Чайковского
- 2009 — Маленькие трагедии
- 2011 — Борис Годунов
- 2014 — Дубровский (Россия)
- 2024 — Онегин (Россия, реж. Сарик Андреасян)

Фильмы-спектакли
- 1966 — Маленькие трагедии (ТВ) (СССР), режиссёры Леонид Вивьен, Антонин Даусон, Любовь Федотова (По драмам А. Пушкина «Скупой рыцарь», «Каменный гость», «Моцарт и Сальери» в постановке Ленинградского государственного академического театра драмы имени А. С. Пушкина.)
- 1969 — Пиковая дама (ТВ) (СССР) Режиссёр Пётр Фоменко
- 1970 — Борис Годунов (фильм, 1970) (ТВ) (СССР) (Сцены из трагедии) Режиссёр Анатолий Эфрос
- 1971 — Маленькие трагедии (ТВ) (СССР). Режиссёры Антонин Даусон, Леонид Пчёлкин (спектакль Ленинградского театра драмы имени Пушкина) («Скупой рыцарь», «Моцарт и Сальери» и «Каменный гость»).
- 1971 — Каменный гость(ТВ) (СССР). Режиссёры Антонин Даусон, Леонид Пчёлкин (спектакль Ленинградского театра драмы имени Пушкина)
- 1974 — Пир во время чумы (ТВ) (СССР). Режиссёр Марк Захаров (Телеспектакль по А. С. Пушкину к 175-летию со дня рождения поэта. Из произведений последних лет.)
- 1976 — Капитанская дочка (ТВ) (СССР) Режиссёр Павел Резников
- 1981 — Повести Белкина. Выстрел (ТВ) (СССР). Режиссёры Пётр Фоменко, Лидия Ишимбаева
- 1984 — Метель (ТВ), (СССР) Режиссёр Пётр Фоменко
- 1987 — Пиковая дама (СССР). Режиссёры Пётр Фоменко, Алексей Бураго
- 1990 — Повести Белкина: Гробовщик (ТВ) (СССР). Режиссёр Пётр Фоменко,
- 1999 — «Анджело»

### В литературе
Пушкин стал персонажем многочисленных художественных произведений, некоторые с большей или меньшей точностью отражают его биографию (например, роман «Пушкин» Юрия Тынянова), другие не ставят перед собой биографические цели.
Михаил Лермонтов в 1837 году отозвался на гибель Пушкина стихотворением «Смерть поэта» (в России впервые было опубликовано лишь в 1860 году), а Мирза Ахундов — «Восточной поэмой на смерть Пушкина». Личному восприятию образа и творчества Пушкина посвящён очерк Марины Цветаевой «Мой Пушкин».
В гротескном преломлении образ Пушкина представлен в произведениях Даниила Хармса. Многочисленные отсылки к творчеству Пушкина содержатся в произведениях постмодернизма, в частности, в ряде стихотворений Иосифа Бродского и Тимура Кибирова.
Трагической судьбе поэта посвящена пьеса Михаила Булгакова «Александр Пушкин».

### В кинематографе
О жизни Пушкина создан ряд фильмов и сериалов:
- 1910 — Жизнь и смерть Пушкина
- 1927 — Поэт и царь
- 1937 — Юность поэта
- 1950 — Александр Пушкин
- 1967 — Гибель Пушкина
- 1968 — Последние дни
- 1981 — И с вами снова я…
- 1986 — Последняя дорога
- 1989 — Портреты: Венчает время след… (научно-популярный фильм Галины Ивановой)
- 1991 — Древо жизни (документальный фильм Сергея Ерофеева)
- 1992 — Романс о поэте
- 1999 — Живой Пушкин (5-серийный документальный фильм Леонида Парфёнова к 200-летию Пушкина)
- 2002 — Александр Пушкин
- 2006 — Пушкин. Последняя дуэль
- 2007 — 18-14
- 2007 — Одна любовь души моей
- 2008 — Сон в июльскую ночь (док. фильм Бориса Конухова)
- 2009 — Весёлое имя Пушкин (док. фильм Евгения Потиевского)
- 2025 — Натали и Александр
- 2025 — Пророк. История Александра Пушкина

Своеобразную интерпретацию по рисункам и текстам поэта создал режиссёр-мультипликатор Андрей Хржановский, снявший в содружестве с композитором Альфредом Шнитке трилогию:
- 1977 — Я к вам лечу воспоминаньем…
- 1980 — И с вами снова я… (не путать с фильмом 1981 года)
- 1982 — Осень

В 2003 году был снят мультипликационный фильм «Пинежский Пушкин» по мотивам одноимённого рассказа Бориса Шергина.
В кино образ поэта в разное время воплотили актёры:
- Евгений Червяков («Поэт и царь», 1927)
- Валентин Литовский («Юность поэта», 1937)
- Пётр Алейников («Глинка», 1946)
- Владимир Крыжановский («Звезда пленительного счастья», 1975)
- Александр Палеес («Разбудите Мухина!», 1967; «Я помню чудное мгновение» (в тележурнале «Ералаш»), 1976)
- Александр Пономарёв («И с вами снова я…», 1981)
- Сергей Шакуров («Наследница по прямой», 1982)
- Борис Плотников («Лермонтов», 1986)
- Николай Караченцов («Романс о поэте», 1992)
- Юрий Веркун («Грибоедовский вальс», 1995)
- Евгений Стычкин («День полнолуния», 1998)
- Максим Галкин («Я памятник себе…» (в тележурнале «Ералаш»), 2004)
- Сергей Безруков («Пушкин. Последняя дуэль», 2006; «Одна любовь души моей», 2007; «Гоголь. Ближайший», 2009)
- Станислав Белозёров («18-14», 2007)
- Сергей Алимпиев («Смерть Вазир-Мухтара. Любовь и жизнь Грибоедова», 2010)
- Константин Крюков («Спасти Пушкина», 2017)
- Френсис Матео («Кто убил Пушкина?» / Who Killed Pushkin?, 2022)
- Александр Зарядин («Натали и Александр», 2024)
- Юра Борисов («Пророк. История Александра Пушкина», 2025)

Также образ Пушкина был использован в телесериале «Пушкин», в котором, впрочем, самого Александра Сергеевича напрямую не показывают, но при этом по сюжету снимается фильм о его жизни. На экране образ двух людей, по разным причинам вживающихся в роль Пушкина, сыграл Александр Молочников.
В XX веке были созданы несколько биографических художественных произведений о жизни Пушкина.
Юрий Тынянов в романе «Пушкин» (1935–1943) описал детство поэта, его обучение в лицее и юность в Санкт-Петербурге.
Следующий период в жизни Пушкина описал Иван Новиков в дилогии «Пушкин в изгнании», состоящей из романов «Пушкин на юге» (1943) и «Пушкин в Михайловском» (1936). Тонкая стилизация, глубокий лиризм и психологизм позволяют считать романы Новикова одной из вершин советской художественной прозы.
Зрелый период жизни Пушкина осветил Иван Наживин. В своём трёхтомном романе «Во дни Пушкина» (1930) Наживин создал масштабную панораму жизни поэта от ссылки в Михайловское до гибели.
Леонид Гроссман в романе «Записки д’Аршиака» (1930) подробно описал последний год жизни Пушкина, приведший к трагическому финалу. 
Также к художественной биографии Пушкина обращались Всеволод Воеводин в «Повести о Пушкине» (1949) и Александр Слонимский, написавший повести «Детство» (1960) и «Лицей» (1964).

## Память о Пушкине
В разных городах России и мира установлены десятки памятников Пушкину. Музеи, посвящённые жизни и творчеству поэта, находятся в Москве, Санкт-Петербурге, Пушкиногорском районе, Новгороде, Торжке, Кишинёве, Гурзуфе, Одессе, Вильнюсе, в Бродзянах (Словакия) и других городах. Именем Пушкина назван бывший город Царское Село и ряд других населённых пунктов. Подробнее: см. память о Пушкине.
По данным опросов общественного мнения в России, проведённых Левада-Центром 12—18 декабря 2019 года с участием 1608 человек старше 18 лет в 137 населённых пунктах 50 регионов при помощи личных интервью, А. С. Пушкин — самый значимый писатель России 2019 года.
В Торжке Тверской области находится Музей А. С. Пушкина, который посвящён проездам поэта по тракту Санкт-Петербург — Москва, его дорожным впечатлениям и отражению впечатлений в его произведениях.
В д. Берново Старицкого р-на Тверской области расположен ещё один Музей А. С. Пушкина, который находится в усадебном доме Вульфов и посвящён пребыванию поэта на Старицкой земле.
Музеи являются филиалами Тверского государственного объединённого музея.
Одна из площадей Дрездена носит имя Пушкина (Alexander-Puschkin-Platz).

## Справочная информация

### Адреса
- Санкт-Петербург:

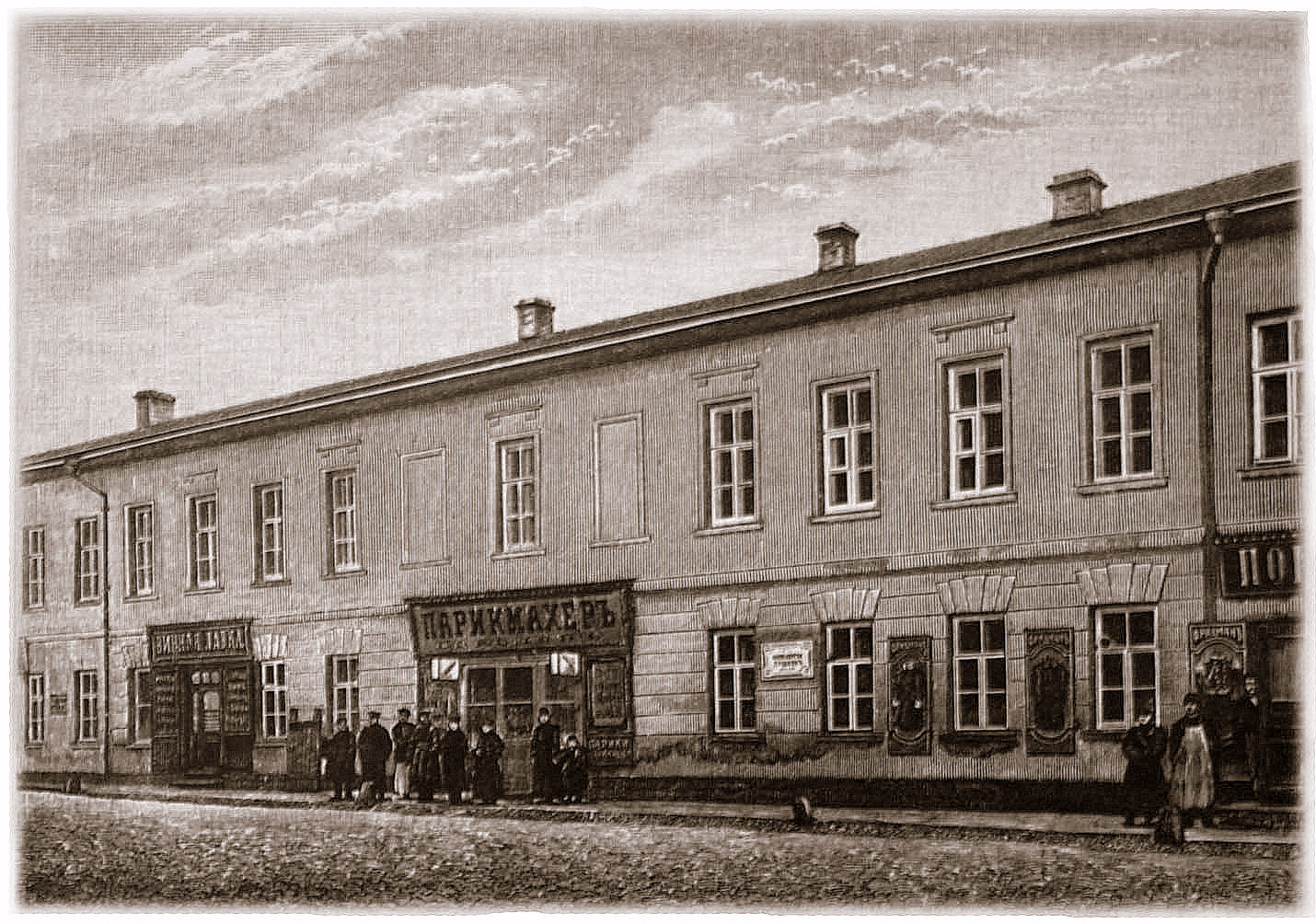
Дом на Немецкой улице в Москве (Бауманская, дом. 57 б), где родился А. С. Пушкин, как считалось до революции. На гравюре А. Шлипера видна доска из мрамора. Альбом к 100-летию А. С. Пушкина. 1899 год. Издательство А. Ф. Маркса

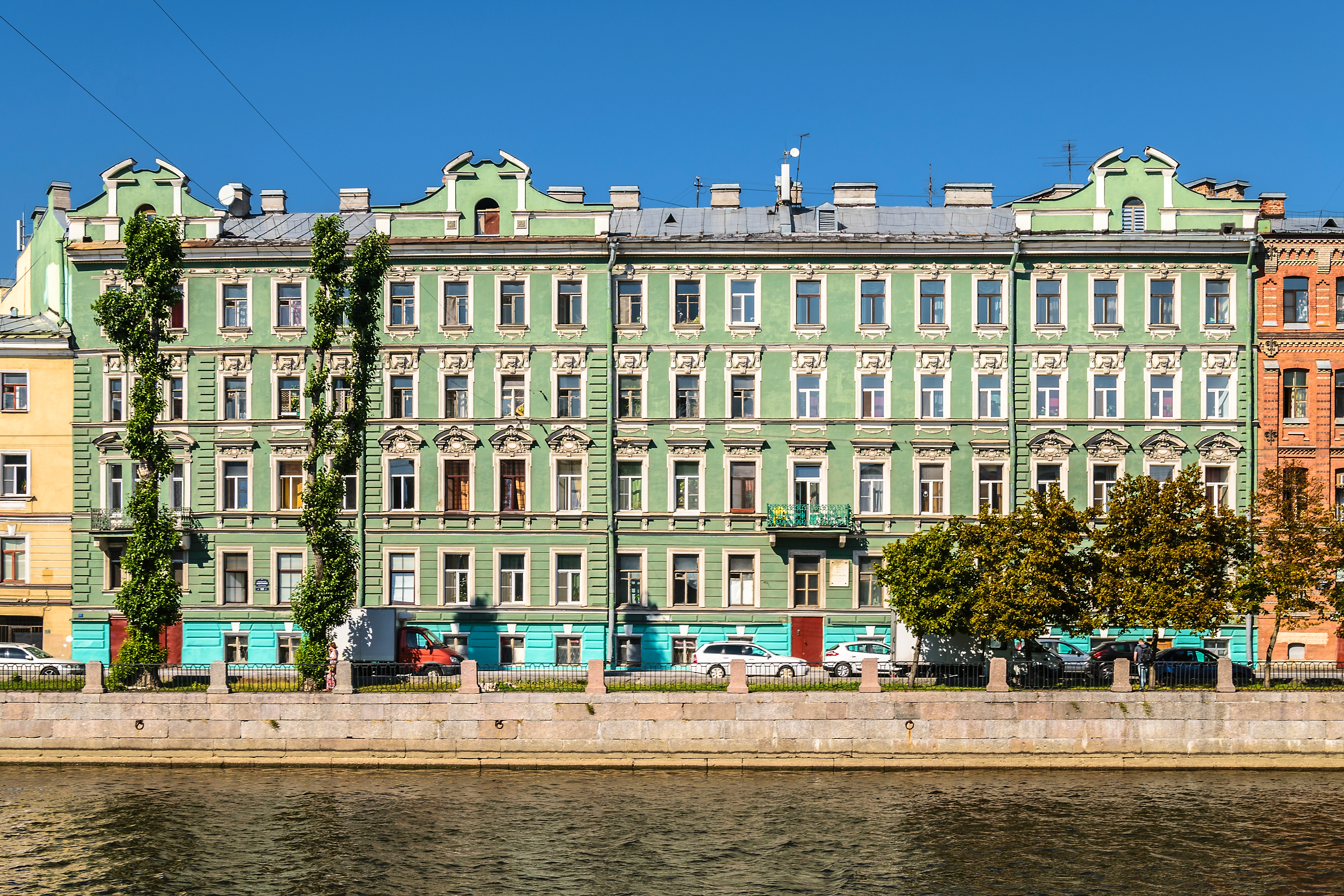
Доходный дом Клокачёва на набережной реки Фонтанки, в котором с 1816 по 1820 год жил А. С. Пушкин

  - 1800 год — доходный дом, Соляной переулок, 14
  - июль — октябрь 1811 года — гостиница «Демут», набережная реки Мойки, 40
  - конец декабря 1816 года — конец марта 1817 года — доходный дом Клокачёва, набережная реки Фонтанки, 185
  - июнь 1817 года — май 1820 года — доходный дом Клокачёва, набережная реки Фонтанки, 185
  - 24.05 — 27.06.1827 года — гостиница «Демут», набережная реки Мойки, 40
  - 16.10.1827 — 20.10.1828 — гостиница «Демут», набережная реки Мойки, 40
  - вторая половина января — 09.03.1829 — гостиница «Демут», набережная реки Мойки, 40
  - май — октябрь 1831 года — дом Китаевой — Царское Село, Колпинская улица, 2
  - октябрь 1831 года — доходный дом Берникова, Вознесенский проспект, 47
  - октябрь 1831 — май 1832 — дом Брискорн, Галерная улица, 53
  - осень 1832 — май 1833 — доходный дом П. А. Жадимировского, Большая Морская улица, 26
  - ноябрь1833 — август1834 — доходный дом Оливье, Пантелеймоновская улица, 5
  - август 1834 — лето 1836 — дом С. А. Баташева — в настоящее время — Набережная Кутузова, 32
  - 12.10.1836 — 29.01.1837 — дом А. Н. Волконской, набережная реки Мойки, 12
  - На Чёрной речке, на месте дуэли установлен памятный знак. В 2008 году рядом с местом дуэли освящён православный храм[190]
  - Набережная реки Мойки, 12 — последняя квартира поэта — Всероссийский музей А. С. Пушкина
- Одесса:
  - 1823—1824 — Итальянская ул. (с 1880 — Пушкинская), 13. В доме, восстановленном после войны, расположен Одесский музей А. С. Пушкина, возле дома установлен памятник, на доме — мемориальная доска.
- Москва:
  - 8 (19) июня 1799 — Елоховская улица, д. 15 — крещён в Церкви Богоявления в Елохове.
  - Бауманская (бывш. Немецкая улица), д. 57 б — место рождения А. С. Пушкина, как считалось до революции, и где первоначально висела мемориальная доска[191].
  - На здании московской школы № 353 (Бауманская улица, д. 40), стоящей на месте дома, в котором предположительно родился А. С. Пушкин, в 1927 году была установлена мемориальная доска. В 1967 году возле школы установлен бюст юного Пушкина.
  - Угол Госпитального пер. и Малой Почтовой ул. — возможное место рождения Пушкина согласно последним данным.
  - 08.09.1826 (неоднократно в последующие годы) — дом В. Л. Пушкина, Старая Басманная улица, 36 (мемориальная доска).
  - 12.10.1826 — дом Д. В. Веневитинова, Кривоколенный переулок, 4 (мемориальная доска).
  - 14.08.—31.08.1830 — дом П. А. Вяземского, Большой Чернышевский переулок, 9 (мемориальная доска).
  - 18 февраля (2 марта) 1831 — Б. Никитская ул., д. 36. Храм Вознесения Господня в Сторожах, у Никитских ворот. Место венчания с Н. Гончаровой.
  - начало февраля — середина мая 1831 — «дом Н. Н. Хитрово». Ныне — Мемориальная квартира Пушкина на Арбате, ул. Арбат, 53 (мемориальная доска).
  - 1832 — дом Долгоруковых-Бобринских, Малая Дмитровка, 1/7 (мемориальная доска).
  - 1831—1832 — дом сестёр Л. М. и А. М. Ильинских, где Пушкин останавливался у П. В. Нащокина, Гагаринский переулок, 4/2 (Нащокинский переулок, 2/4) (мемориальная доска).
  - март—20.05.1836 — квартира П. В. Нащокина, Воротниковский переулок, 12 (мемориальная доска).
- Московская область:
  - Государственный историко-литературный музей-заповедник А. С. Пушкина[192] в Одинцовском районе (Большие Вязёмы — Захарово).
- Нижегородская область:
  - Музей-усадьба Пушкина в Большом Болдине.
  - Нижний Новгород. Музей Пушкина в здании бывшей гостиницы купца-промышленника Д. Г. Деулина, где поэт останавливался 2—3 сентября 1833 г. по пути в Оренбург за материалами по истории пугачёвского бунта.
- Псковская область:
  - Музей-заповедник «Михайловское» в Пушкиногорском районе.
- Адыгея
  - в Майкопе на улице Пушкина стоит пушкинский дом и перед ним бюст Пушкина.Здание, где была открыта первая общественная библиотека. Здесь работал городской комитет большевиков: улица Пушкина, 179, Майкоп, Адыгея

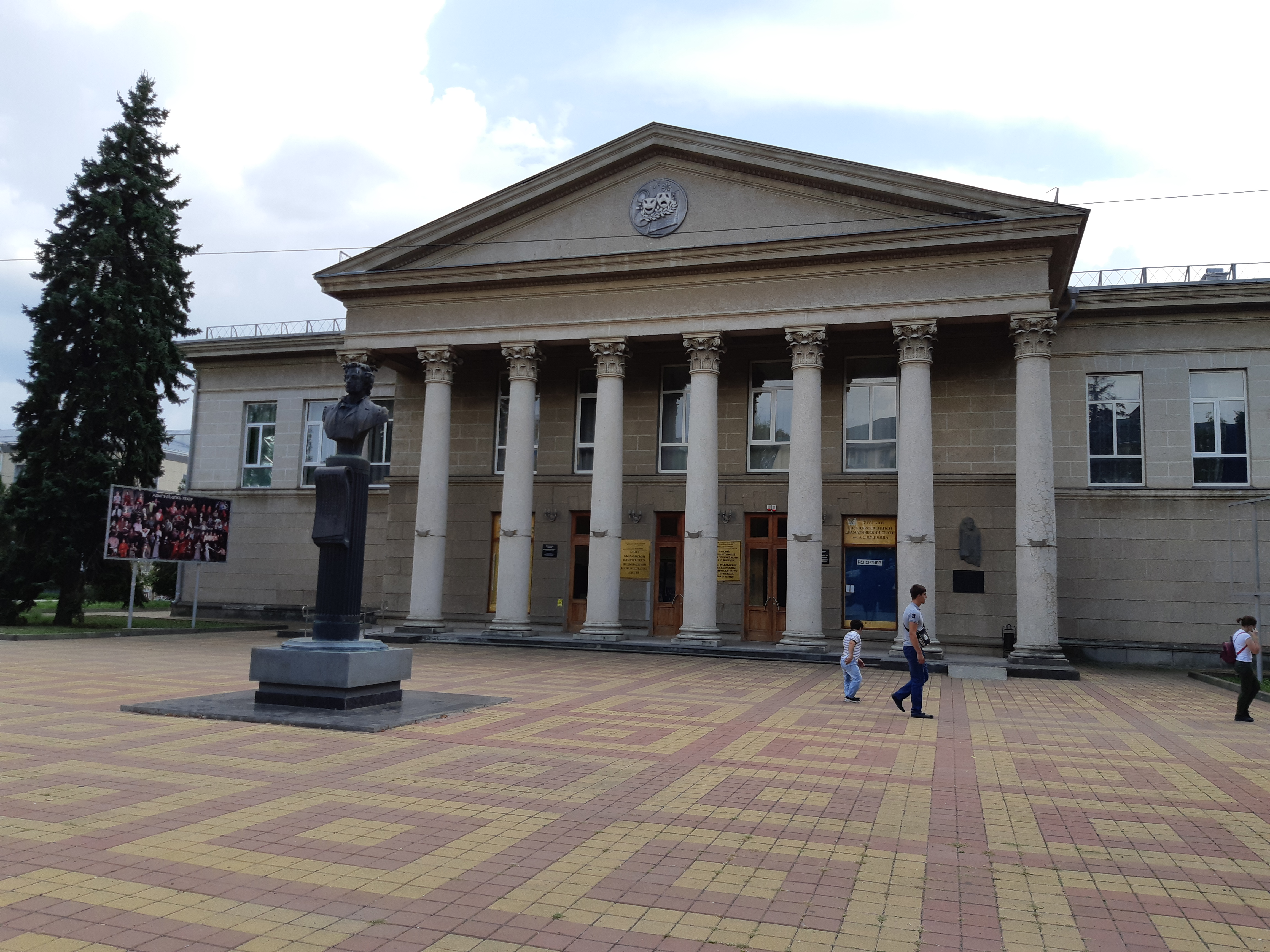
Здание, где была открыта первая общественная библиотека. Здесь работал городской комитет большевиков: улица Пушкина, 179, Майкоп, Адыгея

- Благой Д. Д. «Пушкин А. С.» (БСЭ — 1955)
- Благой Д. Д. Проблемы построения научной биографии Пушкина
- Благой Д. Д. Творческий путь Пушкина, 1826—1830.
- Вацуро В. Э. Пушкин в сознании современников.
- Вересаев В. В. «Пушкин в жизни»
- Гершензон Д. Я. «Пушкин А. С.» (БСЭ — 1940)
- Кирпичников А. И. «Пушкин» (словарь Брокгауза и Ефрона — 1890—1907)
- Лотман Ю. М. А. С. Пушкин: Биография писателя.
- Непомнящий В. С. «Пушкин А. С.» (БСЭ — 1975)
- Томашевский Б. В. «Пушкин А. С.» (словарь института Гранат — 1929)
- Тынянов Ю. Н. «Пушкин»
- Тынянов Ю. Н. Пушкин и Кюхельбекер.
- Тыркова-Вильямс, А. В. «Жизнь Пушкина» в двух томах. Париж: YMCA-Press, т. 1, 1929; т. 2, 1948.
- Храпченко М. «Пушкин А. С.» (Литературная энциклопедия — 1935)
- Цявловский М. А. Хронологическая канва биографии (ПСС — 1931)
- А. А. Черкашин, Л. А. Черкашина. «Тысячелетнее древо А. С. Пушкина» (Либерея, 1998).
- Чулков Г. И. Жизнь Пушкина. М.: Гослитиздат, 1938.

- «Благонамеренный»
- «Вестник Европы»
- «Дамский журнал»
- «Литературные листки»
- «Литературный музеум на 1827 год»
- «Мнемозина, собрание сочинений в стихах и прозе»
- «Московский вестник»
- «Московский телеграф»
- «Невский альманах»
- «Невский зритель»
- «Новости литературы», или «Прибавления к „Русскому инвалиду“»
- «Отечественные записки»
- «Подснежник»
- «Полярная звезда»
- «Рецензент»
- «Русский инвалид, или Военные ведомости»
- «Северная пчела»
- «Северные цветы»
- «Соревнователь просвещения и благотворения»
- «Сын отечества»
- «Урания»

### Комментарии
1. ↑  Переписка, публицистика, планы сочинений, стихи на случай.
2. ↑  См., например, работы: Виноградов В. В. А. С. Пушкин — основоположник русского литературного языка // Известия Академии наук СССР / АН СССР. Отделение литературы и языка. — М.; Л.: Издательство АН СССР, 1949. — Т. VIII. — С. 187—215., Томашевский Б. Вопросы языка в творчестве Пушкина // Пушкин: Исследования и материалы / АН СССР. Институт рус. лит. (Пушкин. Дом). — М.; Л.: Издательство АН СССР, 1956. — Т. 1. — С. 126—184.
3. ↑  Сам А. С. Пушкин в «Моей родословной» отождествил Ратшу, родоначальника Пушкиных, с упоминаемым в летописях Ратшей, современником Александра Невского, погибшим в 1268 году в битве под Раковором, ставшим прообразом Ратмира из «Руслана и Людмилы», однако здесь он ошибался. Первый упоминаемый в источниках предок Пушкиных, Гаврила Алексич, который был, согласно родословной, правнуком Радши, участвовал в Невской битве в 1240, и, соответственно, сам был современником Александра Невского. Таким образом, Радша, родоначальник Пушкиных, должен был жить на 100 лет раньше[8].
4. ↑  То есть майора
5. ↑  Псевдоним составлен из согласных букв фамилии поэта, поставленных в обратном порядке.
6. ↑  С Керн Пушкин познакомился в 1820 году в Петербурге в салоне Олениных.
7. ↑  Эти произведения не переводились на русский язык, по замечанию Щёголева, они предназначены были «для внутреннего потребления». Известно, что австрийский посланник Шарль-Луи Фикельмон в своём письме Меттерниху приложил прозаический французский перевод «Клеветникам…». См.[83]:238-240.
8. ↑  Пасквиль получили: Вяземские, Карамзины, Хитрово, Соллогуб (через тётку А. И. Васильчикову), Россеты, М. Ю. Виельгорский, и, вероятно, Н. А. Скалон[100].
9. ↑  2 аршина = 142.24 см, 4 вершка = 17.78 см
10. ↑  Один из членов опеки над детьми поэта.
11. ↑  Флигель-адъютант Николая I, автор «Истории лейб-гвардии Конного полка от 1731 по 1848 год», И. В. Анненков был сослуживцем П. П. Ланского.